# Zámostí (Třebíč)
Zámostí je část města Třebíče. Zahrnuje takřka celé třebíčské židovské město, plošně památkově chráněné statutem Světového dědictví UNESCO. Nikoli úředním, avšak rozšířeným označením Zámostí, resp. židovského města je též název Židy (2. pád do Židů, 6. pád v Židech).
Zámostí zaujímá plochu asi 6 ha, včetně přilehlého úseku řeky; na samo židovské město připadá zhruba 4,3 ha. Při sčítání lidu v roce 2001 vykázalo 416 obyvatel a 124 domů. Jeho území spadá do katastrálního území Podklášteří. Jako část města má samostatnou číselnou řadu domů. V části obce žije 327 obyvatel.
Rada Kraje Vysočina odsouhlasila ke konci roku 2018 memorandum o spolupráci správců třebíčských objektů zapsaných v UNESCO. V roce 2019 byly v Zámostí umístěny nové kameny zmizelých.

## Umístění

Plánek Zámostí

Zámostí se nachází v centru města, na levém břehu řeky Jihlavy. Ze severu a na východě je přirozeně ohraničeno skalním masivem plošiny Hrádku, na jihu řekou a na západě a severozápadě plynule přechází do zástavby Podklášteří. Ze západu se do Zámostí vstupuje z Žerotínova náměstí, a to na jihu směrem k Havlíčkovu nábřeží a na severu v Blahoslavově ulici. Dál na sever je hraniční ulicí ulice Na Výsluní a pak ulice Pomezní, která Zámostí ohraničuje na severu až po svahy Hrádku. Na Hrádek a jeho židovský hřbitov vede vozová cesta. Přímé spojení s Novými Dvory na východě zajišťuje teprve od roku 1995 lávka nad řekou při hrádecké skále. Druhá lávka nazvaná lávkou plukovníka Svobody spojuje od roku 1996 Zámostí s Vnitřním Městem.
Do židovského města bývají zahrnovány i domy v jihovýchodní části Žerotínova náměstí, z nichž se dodnes zachoval jen dům čp. 995; zbylé taktéž původně židovské domy (masné krámy) ustoupily roku 1951 úpravě náměstí a dnes je v jejich místě zastávka městské hromadné dopravy.
Dnešní Zámostí má více než desítku pojmenovaných ulic, nábřeží a náměstí. Promenáda podél řeky se nazývá Havlíčkovo nábřeží. Malé náměstí na západě – Tiché – je nejmenším náměstím v Třebíči (789 m²). Páteřními ulicemi Židů jsou ulice Leopolda Pokorného (bývalá ulice Dolní) a Blahoslavova (bývalá ulice Horní). Na východě je ulice Subakova. Zbylé ulice jsou povětšinou kratičké a mají tyto názvy: Opuštěná, Na Úbočí a V Mezírce, které se připínají k Hrádku, dále severní stranou na západ ulice Skalní, Na Kopečku, Úzká, Na Výsluní a hraniční ulice zvaná Pomezní. Obě páteřní ulice spojují uličky Pod Podloubím a Stinná. Názvy některých uliček byly zrušeny; jde o tyto: Kočova, Koutkova, Pikova-Dočekalova, Langova a Subakova; vedly na Havlíčkovo nábřeží.

## Historie

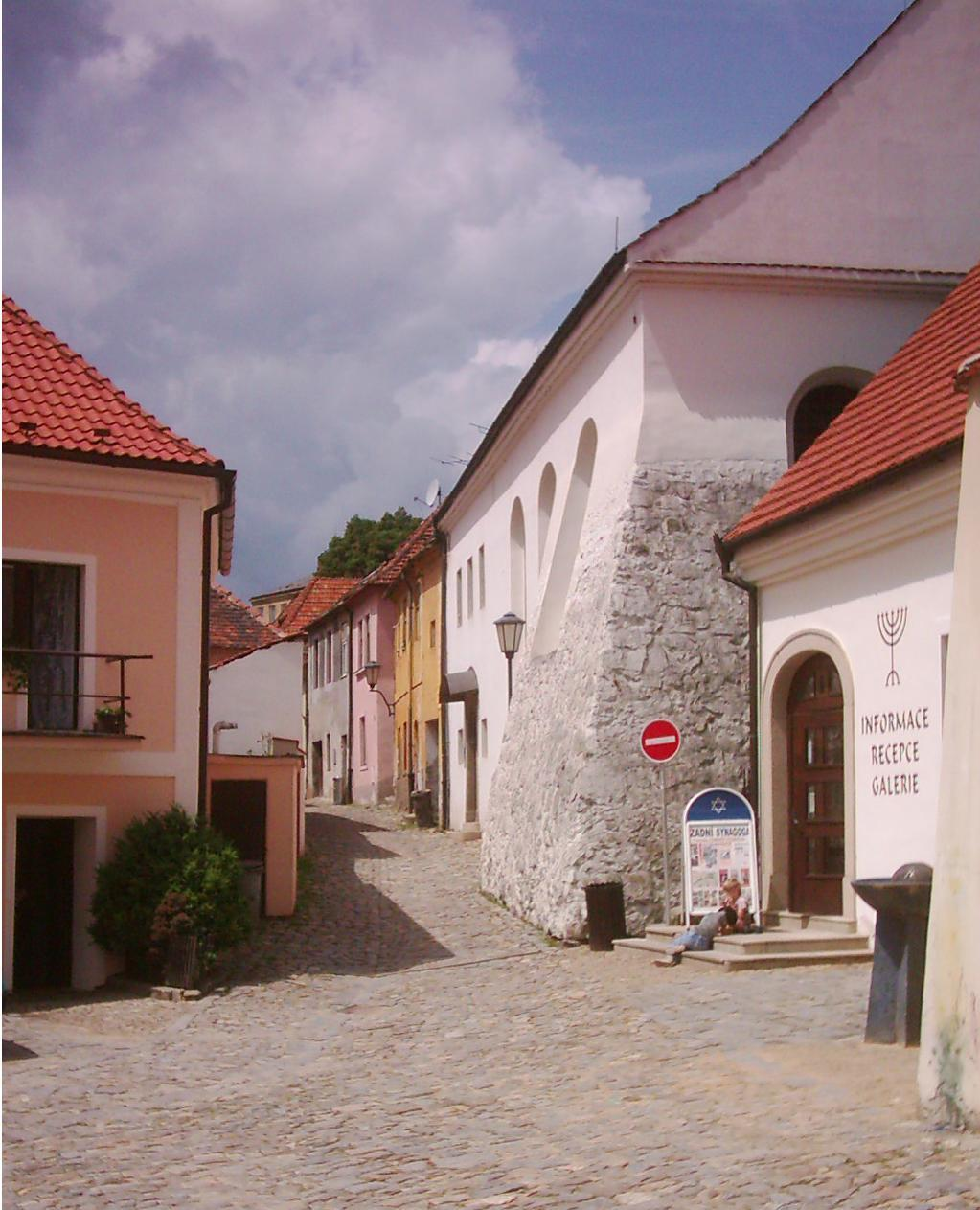
Zadní synagoga

Podle některých pramenů se mohli židovští obchodníci usazovat poblíž třebíčského kláštera již kolem roku 1238. Dále pak jsou židé v Třebíči doloženi v 1. polovině 14. století, kdy došlo v Německu k pogromům a později i u nás, zaznamenány jsou v několika moravských městech, mimo jiné i v Třebíči.
První písemná zmínka o místní židovské komunitě pochází z roku 1410 (vypálení čtvrti), případně dle jiných zdrojů z roku 1411, židovská obec je doložena v 16. století. V roce 1573 bylo na Podklášteří doloženo 6 židovských rodin, na Stařečce 2. V roce 1617 žilo na Podklášteří 18 židů, v roce 1724 pak žilo na Podklášteří téměř 1000 židů. Od konce 18. století v židovském městě byla jedna z nejpočetnějších židovských obcí na Moravě. V roce 1799 zde žilo 1770 obyvatel, roku 1848 zde žilo 1612 osob (tj. 260 povolených rodin) židovského vyznání.
V roce 1528 byli třebíčští židé majitelem panství Janem Jetřichem z Boskovic ze svých domů vypovězeni, v roce 1547 byl tento rozkaz znovuobnoven majitelem panství Janem z Pernštejna. Za dalšího majitele panství Buriana Osovského z Doubravice již židé nebyli vyháněni a v roce 1561 židé získali své pozemky do dědičného držení. Hned další rok dostali povolení k obchodování ve městě Třebíči (tj. v původním městě, mimo židovské město). Další roky měly být blahobytnější, byť židé museli nahradit ztráty z požáru v roce 1599 (ten měl být založen v židovském městě), Kateřina z Valdštejna – další majitelka panství – udržovala s novým rychtářem židovského města dobré korespondenční vztahy (Mojžíš Pour, zvolený za rychtáře v r. 1638). Později byli židé v Třebíči napadání, dokonce v roce 1663 bylo několik domů vypleněno tureckými vojsky. V pozdějších letech byli židé opět omezováni, zmírnění tohoto omezení přinesl až restrikt Josefa I. z roku 1708, kdy stanovil různá vhodná i nevhodná pravidla pro třebíčské židy. Mimo jiné byli třebíčští židé nuceni snížit synagogu – slavnostní osvětlení mělo urážet tehdejší manželku třebíčského pána. 
V roce 1723 však také došlo k nově nastaveným pravidlům pro židovské obyvatele, které byly zavedeny ve spolupráci s tehdejším majitelem panství Janem Josefem z Valdštejna. Židé, kteří vlastnili domy v městě, tak museli povinně vyměnit si domy s nežidovskými obyvateli v židovském městě. Existoval i nákres ohrazení židovského města, ale k tomu nikdy nedošlo. Dolní židovská ulice však v noci byla uzavírána tzv. židovskou branou, vstup do horní židovské ulice však omezen nebyl. Takhle v podstatě vzniklo ghetto. Pravidla byla dokončena v roce 1724 a židovští obyvatelé tak byly více kontrolováni, museli včas a důsledně platit veškeré daně a poplatky vrchnosti, nemohli rozšiřovat domy či byly omezeny svatby více synů z rodiny.
V roce 1742 probíhaly slezské války, které se židovskému městu v Třebíči vyhly, bylo však vyplaceno 10000 zlatých výpalného. 30. května 1759 vznikl v domě obchodníka Bauera v židovském městě velký požár, který se rozšířil i na domy v samotném městě Třebíči. V roce 1799 bylo provedeno nařízení, že každý žid musí získat příjmení.
Hned v roce 1805 opět byli židé napadání, museli platit vysoké výpalné francouzským vojskům táhnoucím přes Třebíč směrem k bitvě u Slavkova. V roce 1811 proběhl celostátní bankrot, který pro židy "nebyl pohromou, ale spíše ziskem". V roce 1821 opět skoro celou židovskou čtvrť vypálil velký požár a v roce 1830 přišla velká povodeň – obě tyto události byly rychle zahlazeny penězi souvěrců a různými fondy bohatších židů. V roce 1848 byla židům dána rovnoprávnost s křesťany a ti se tak mohli stěhovat do domů na třebíčském náměstí – toto původní obyvatelé nesli nelibě a často prováděli i násilné skutky. V roce 1850 došlo k vytlučení oken v domě jednoho židovského obchodníka se suknem. Až v roce 1861 židé získali plnou rovnoprávnost a došlo k promíchání židů a křesťanů v tehdejším židovském městě. Z domů v židovském městě se tak stala spíše dělnická kolonie.
Roku 1556 bylo v tehdejším židovském městě 19 domů, později více než 120 domů. V letech 1639–1642 byla postavena Stará synagoga, zvaná též i Přední synagoga. Nová (Zadní) synagoga pochází z roku 1669. Přibližně ve stejnou dobu byl založen i místní židovský hřbitov (písemně doložen roku 1636), ležící nad Týnským potokem.
Plocha židovského města byla vrchnostensky regulována, zejména stanoveným počtem domů a danými hranicemi tehdejšího města. Stavební růst se projevoval zahušťováním zástavby. Domy se dělily horizontálně i vertikálně. Ghetto bylo od křesťanských čtvrtí oddělováno řetězy, dráty nebo závorami. Na čas byl omezován pohyb židů po městě i jejich stěhování do jiných částí města. Po roce 1720 bylo židovské město samostatnou správní jednotkou.
Židovské město dříve často devastovaly povodně a také požáry, ve velké povodni roku 1775 měla voda dosahovat až prvních pater. Patrným projevem do dnešních časů jsou drážky v kamenném ostění dveří některých domů. Velká povodeň proběhla ještě v roce 1985. Úpravy nábřeží, jež vydržely až do roku 2010 byly provedeny v roce 1923. Od roku 2010 jsou prováděny úpravy břehů řeky Jihlavy a jsou montovány konzole pro mobilní protipovodňové zábrany. Při velkém požáru v roce 1821 (3. května) vyhořelo sto domů a dokonce i střechy obou synagog, při dalším velkém požáru v roce 1873 vyhořelo 23 domů a poslední velký požár proběhl v roce 1944 v objektu Subakovy koželužny.
V revolučním roce 1848 došlo ke zrovnoprávnění různých nekatolických náboženství. O rok později se židovské město stalo samostatnou politickou obcí s vlastním purkmistrem. Docházelo tak k protižidovským půtkám a tyto vyvrcholily v roce 1850, kdy byl otevřen první židovský obchod na třebíčském Karlově náměstí, kde bohatší židé skupovali domy. Tomuto domu byly vymlácena okna, zboží vyházeno a zdemolován byt a roztrhány peřiny, toto se nevyhnulo i dalším domům židů na tomtéž náměstí. K plnému zrovnoprávnění židů došlo až v roce 1861, židovští obchodníci tak začali skupovat i domy v jiných městech a prodávat své malé domy převážně třebíčským dělníkům. Po roce 1918 se na židovské radnici začalo úřadovat česky a 29. října téhož roku došlo k nátlaku na odstoupení rakouského starosty Sigmunda Weisla, jež byl ve válce známým provokatérem. Prvním českým starostou židovského města se stal další rok Arnošt Křížek.
Židovská kulturní obec se ze zákona ustavila roku 1890 a jejími představiteli byli: Max Subak (1890–1897), Adolf Subak (1897–1900), Loepold Ornstein (1900–1905), Josef Taussig (1905–1914) a Adolf Freund (1914–1918). Kolem roku 1911 se tradovalo "on musí být ze Židů, to musí být vejlupek".
V roce 1919 existovaly i plány ke spojení samotné Třebíče, židovského města a Podklášteří v jednu politickou obec, židé a občané obce Podklášteří neměly na tomto zájem, tak ke sloučení prozatím nedošlo. Došlo k němu až rozhodnutím vlády v roce 1924, vláda toto sloučení zdůvodnila tím, že jeden stavební celek by měl být i jedním celkem politickým. Podklášteří a židovské město podalo stížnost na Nejvyšší správní soud a ten nakonec rozhodl o neplatnosti původního rozhodnutí a sloučení k listopadu 1926 zrušil. K samotnému sloučení na žádost židovského města došlo až v roce 1931. Ze židovského města se tak stala místní část Zámostí.

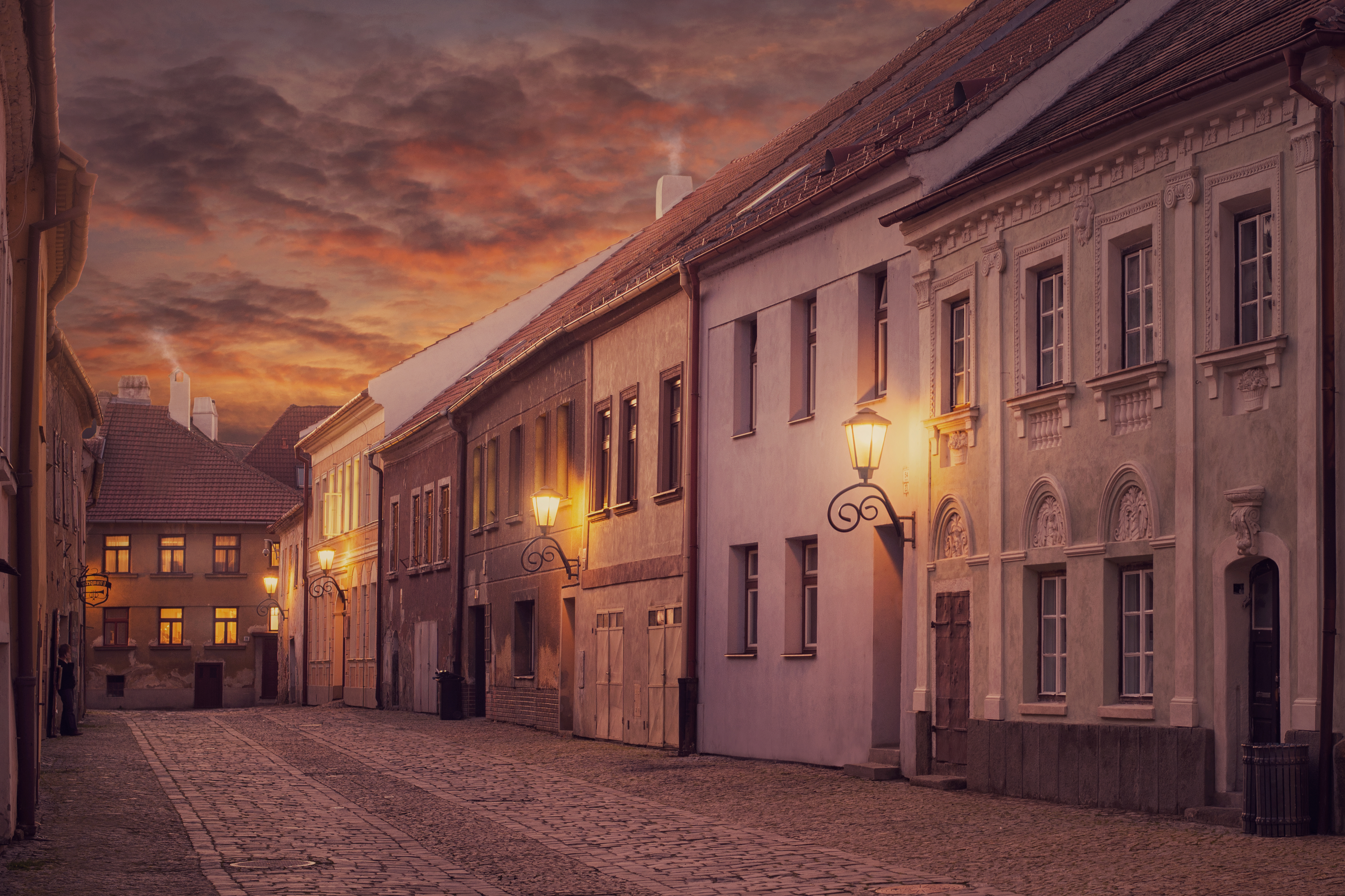
Ulice Leopolda Pokorného.

Během druhé světové války bylo židovské obyvatelstvo čtvrti téměř vylidněno. Všechen cennější majetek byl odsunut taktéž. Mezi tímto majetkem byl i cenný Machzor třebíčský datovaný kolem roku 1300. Téměř všichni třebíčští židé byli odvlečeni transportem A, který dorazil do Terezína dne 18. května 1942 (čítal 720 osob) a transportem A w ze dne 22. května 1942 (650 osob). Celkem bylo během války zbořeno pouze 5 domů z místního ghetta. Mnoho obyvatel bylo posláno do koncentračních táborů, často do Osvětimi. Někteří obyvatelé utekli do španělského města Sagunta. Po válce se do Třebíče vrátilo asi deset původních obyvatel. Byli mezi nimi např. někteří z rodiny Friedových, mezi nimi i Pavel Fried nebo Susanna Urbanová, která se do židovské čtvrti vrátila jako dvanáctiletá a byla adoptována rodinou Smržových. Její matka odešla na Slovensko a sestru si přisvojil strýc a odstěhoval ji do Anglie. V roce 1964 získala zpět rodinný dům, ve kterém bydlel tehdejší ředitel Západomoravské elektrárny. Poslední pamětnice předválečné židovské čtvrti Susanna Urbanová zemřela dne 7. listopadu 2020. Dne 12. září 2021 byla pohřbena za účasti různých hostů na židovském hřbitově v Třebíči.
Někteří z obyvatelů židovského města vstoupili během druhé světové války i do armády, byli jimi Bedřich Frankl, Karel Frankl, Bedřich Ornstein, Leopold Ornstein, Hanuš Wolf, Hanuš Inwald, Hans Felix, H. Freund, Willi Grünberger, Arnošt Lederer, Julius Pechter nebo Vilém Subak.
Za českou armády pak bojovali i Viktor Fried z Moravských Budějovic, Leo Guttfreund z Jemnice nebo Julius Friedmann z Budišova.
V polovině 70. let 20. století byla plánována „celková asanace Zámostí s následnou výstavbou nových bytových objektů“, jak stanovoval asanační plán centra z roku 1975. V roce 1984 přišli podle Josefa Hrubeče do Zámostí Romové, v polovině osmdesátých let 20. století byla v tehdejší škole zřízena pomocná škola, přezdívalo se jí Harvard.
Obnovená obecní samospráva v čele se starostou Pavlem Heřmanem napřela úsilí k záchraně Židů a s velkými finančními náklady započala jejich obnovu. Ještě v roce 1990 bylo Zámostí prohlášeno městskou památkovou zónou.

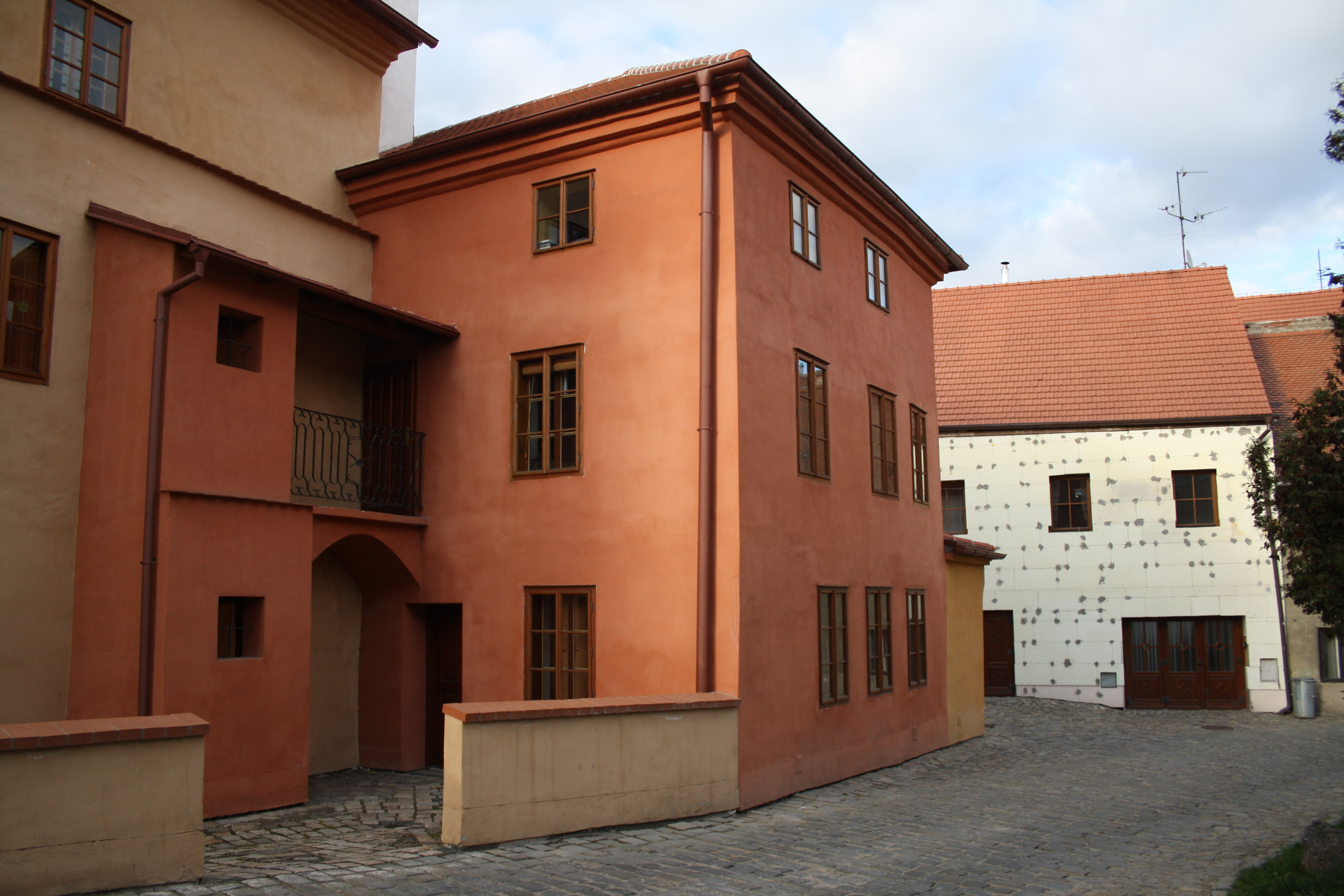
Dům rekonstruovaný v roce 2004

Asanační podrobný územní plán historického jádra z dílny SÚRPMO navrhoval stavbu k plošné demolici a k výstavbě výškových obytných domů. Náhled na čtvrť, jejíž zástavba trpí vlhkostí, fyzickým dožitím stavebních materiálů a nedostatkem světla změnil územní plán centrální zóny od Stavoprojektu Jihlava z roku 1988, arch. Jiřího Jirmuse, který čtvrť doporučil ke komplexní stavební rehabilitaci.
V roce 2001 někdejší starosta města Třebíče Miloš Mašek kritizoval investice předchozího vedení města do oprav židovské čtvrti. V roce 1995 získalo město od americké vlády půjčku 40 milionů Kč, které byly použity na opravu synagog a postavena lávka přes řeku Jihlavu. Starosta Mašek preferoval investice do průmyslové zóny na jižní straně města. Židovská čtvrť aspirovala na zápis do seznamu UNESCO již kolem roku 2001, ale bylo nutno rekonstruovat mnoho domů a město speciální vyhláškou dotovalo opravy soukromých domů. Roku 2001 bylo několik objektů prohlášeno kulturní památkou, později se židovská čtvrť, která je od roku 2003 zapsána na seznamu UNESCO, podrobila důkladné rekonstrukci. Chystá se rekonstrukce několika domů ve čtvrti. Řeší se dlouhodobý nedostatek restaurací ve čtvrti a zvýšený silniční provoz. Město by chtělo zavést dopravní omezení případně dovolit vjezd pouze rezidentům. V říjnu roku 2020 bylo oznámeno, že dopravní omezení začnou platit od 1. ledna 2021, nově budou mít vjezd povolen pouze rezidenti a podnikatelé se sídlem v Zámostí. Parkovací automat na Žerotínově náměstí bude vydávat i krátkodobá povolení vjezdu do židovské čtvrti. Od ledna roku 2021 byl povolen vjezd a parkování do čtvrti Zámostí pouze rezidentům a podnikatelům se sídlem v Zámostí, krátkodobý vjezd je povolen za poplatek.

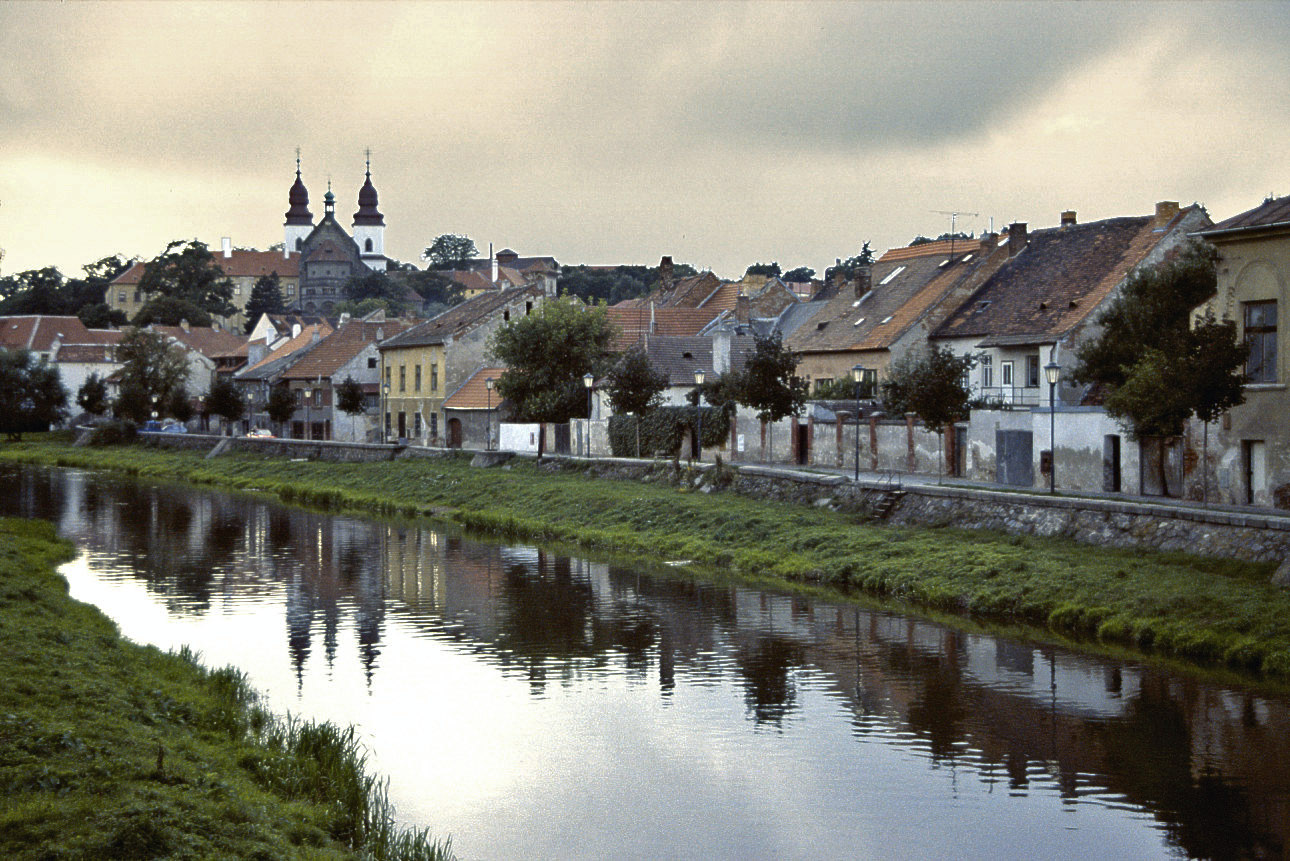
Havlíčkovo nábřeží

## Demografie
Od 60. let 19. století zesílil příliv křesťanského, a to hlavně dělnického obyvatelstva do Židů. Židé naopak odcházeli. Stěhovali se do jiných částí města, zejména přes řeku do Vnitřního Města, ale i mimo město. Vnitřní stěhování mimo Zámostí vyvolalo několikrát protižidovské bouře a nálady; stalo se tak v letech 1850, 1860, 1863 a 1866. Mísení obyvatelstva dokládá statistika náboženského vyznání z roku 1900: v Židech tou dobou bylo již 1033 katolíků, 18 evangelíků a 409 židů; z jazykového hlediska se k češtině hlásilo 1035 osob, k němčině 412. V roce 1900 už jen pouhých 663 osob a v roce 1930 již jen 300 osob. Před válkou žilo ve městě 309 židů, z nich 159 mužů, 142 žen a 8 dětí. Ve dnech 18. a 22. května 1942 nacisté 281 židů ve věku od tří měsíců do 84 let transportovali do koncentračních táborů. Po válce se jich do Třebíče vrátilo jen deset.
Starosty židovské obce byli: Ber Löw Bachrach (1848–1854), Salomon Felix (1854–1857), Baruch Bachrach (1857–1866), Samuel Pick (1866–1869), Albert Bauer (1869–1879), Albert Grünberger (1879–1901), Leopold Spira (1901–1904), Adolf Subak (1904–1907), Adolf Freund (1907–1917), Sigund Weisl (1918), Arnošt Křížek (1919).
Z jmen třebíčských rabínů lze uvést: Aaron Nepole (konec 16. století), Zebi Hirsch b. Jochanan Nasch (do roku 1741), dále Josef b. Aaron Lemberger, Zebi Josua b. Samuel Schmelke ha Levi isch Horwitz, Chajim Deutschmann, Joachim Josef Pollak (1828–1879), Samuel Pollak (1881–1906), Johann Stössler (1907–1921).
| Rok            | 1869 | 1880 | 1890 | 1900 | 1910 | 1921 | 1930 | 1950 | 1961 | 1970 | 1980 | 1991 | 2001 |
| -------------- | ---- | ---- | ---- | ---- | ---- | ---- | ---- | ---- | ---- | ---- | ---- | ---- | ---- |
| Počet obyvatel | 1113 | 1262 | 1420 | 1460 | 1378 | 1342 | 1075 | .    | .    | .    | 720  | 311  | 416  |

## Památky
Třebíčská židovská čtvrť, jinak též zvaná prostě Židy (dříve také nazývána Židárna), v Třebíči-Zámostí je památka zapsaná v seznamu světového dědictví UNESCO, jedna z nejzachovalejších židovských čtvrtí v Evropě.
Třebíčská židovská čtvrť je jedinou židovskou památkou mimo území Izraele, která je zapsána na seznamu UNESCO. Tato čtvrť je cenná ve svém celku, zejména původním historickým půdorysem. Nachází se na levém břehu řeky Jihlavy a pod skalami třebíčského Hrádku. Na západě ji ohraničují domy podklášterského Žerotínova náměstí a ulice Pomezní. Významnějších změn doznala jen ve své východní části, kde vznikla Subakova koželužna. Staré domy mají renesanční nebo barokní dispozici. Zajímavé jsou veřejné domovní průchody spojující sousední ulice, dále rohová loubí. Některé domy byly majetkověprávně kondominiem.
Židovské město je příkladem maximálně zastavěného území. Domy zpravidla nemají zázemí dvorků, hospodářských staveb. Chybí zahrady; jedinou výjimkou je bývalá Subakova zahrada, která vznikla v místě jednoho ze zbořených domů. Domy jsou navzájem stavebně propojené, mezi nimi tmavé průchody, křivolaké uličky či soutky. Jádra a dispozice domů je renesanční a barokní; příklady slohových detailů: hřebínkové klenby, kamenná ostění dveří a oken, rohová loubí.
Ghetto se vyvíjelo již od 12. století, zachováno bylo 123 domů stavěných v různých stavebních slozích, dvě synagogy a židovský hřbitov. Asanační plán z roku 1975 zamýšlel většinu této čtvrti zbourat a vybudovat obytné domy. Nyní se zde klade důraz na renovaci a rekonstrukci starých domů, na zpřístupnění památek turistům, na vybudování turistické infrastruktury a další důležité prvky. Jsou zde stavěny nové kavárny, vinárny a hostely.
Roku 2019 bylo uvedeno, že Richard Horký zakoupil několik spojených budov na východní straně Zámostí, ty budou součástí projektu, který se chystá na další roky. V roce 2020 byla mezi kulturní památky ČR uvedena budova s čp. 64 na ulici Blahoslavově, je jí židovský dům z doby kolem 17. století. Tento dům byl v roce 2022 rekonstruován.

### Přední synagoga

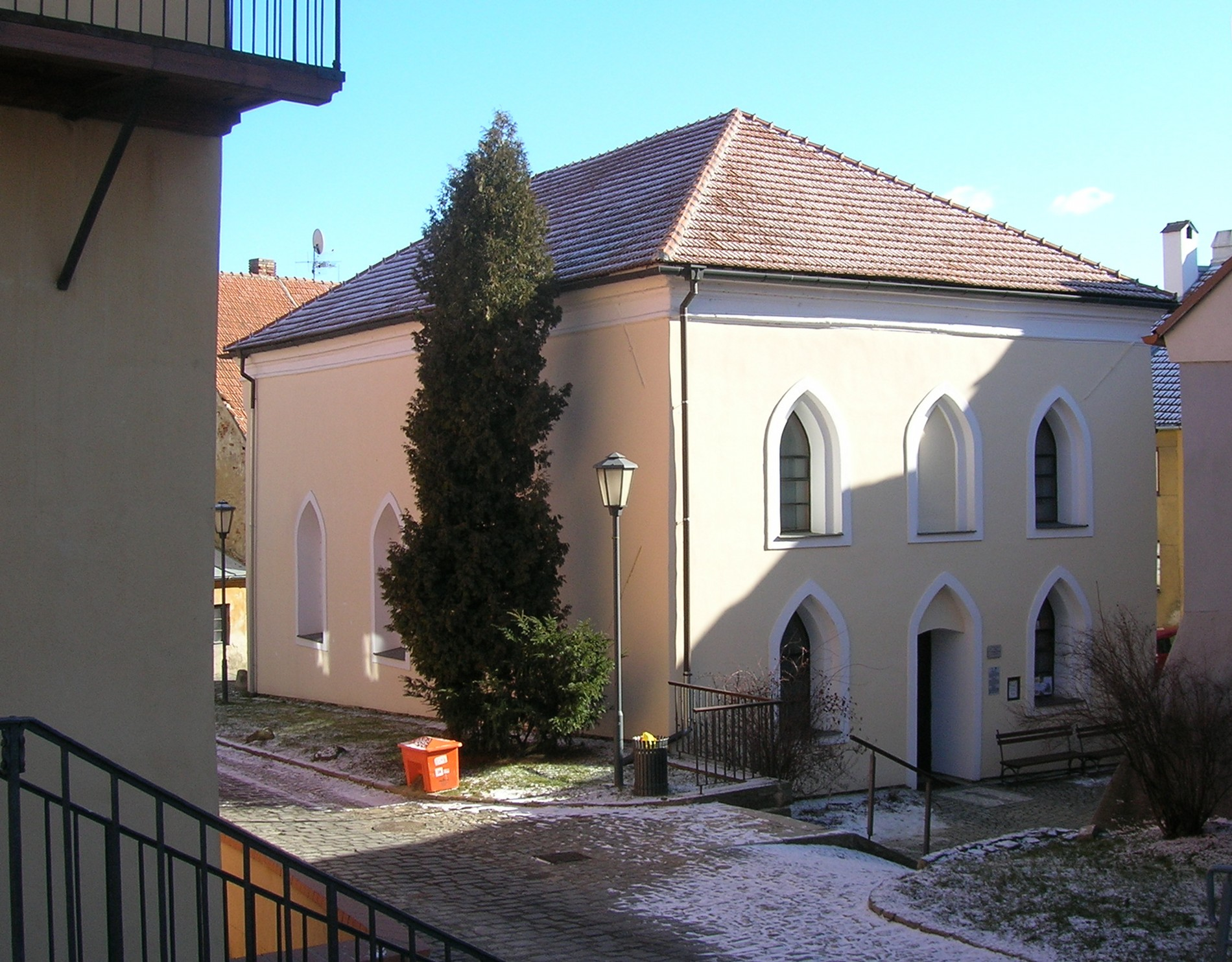
Přední synagoga na Tichém náměstí

Přední synagoga byla postavena mezi lety 1639–1642, byla nazývaná také Stará škola. V roce 1757 byla o patro snížena, neboť prý slavnostní osvětlení interiéru vadilo výhledům ze zámku kněžně z Lichtenštejna. V roce 1759 a 1821 byla synagoga opravována, renovována byla v letech 1856 až 1857 a v tuto dobu zřejmě obdržela dnešní vzhled, kde dominují gotizující okna a lomené oblouky. Upravena byla ještě v letech 1880 a 1922, během druhé světové války byla stavba poškozena a využívána jako skladiště. Od roku 1952 je majetkem Náboženské obce Církve československé husitské v Třebíči, která ji stavebně adaptovala pro své bohoslužby.
Přední synagoga je volně stojící jednopatrová budova s obdélníkovým půdorysem a valbovou střechou. Interiér chrámu byl ovlivněn křesťanskými chrámy, vstup byl ze západu, na východní straně byla schránka na tóru, vyvýšené řečniště se nacházelo na malé půlkruhové plošině. Muži se modlili odděleně od žen v dřevěných lavicích, ženy se modlívaly na galerii podepřené dvěma sloupy. Tato galerie byla přístupná pouze vnějším schodištěm. Hlavní sál byl prosvětlen dohromady šesti okny, na třech stranách po dvou oknech.[zdroj?]

### Zadní synagoga

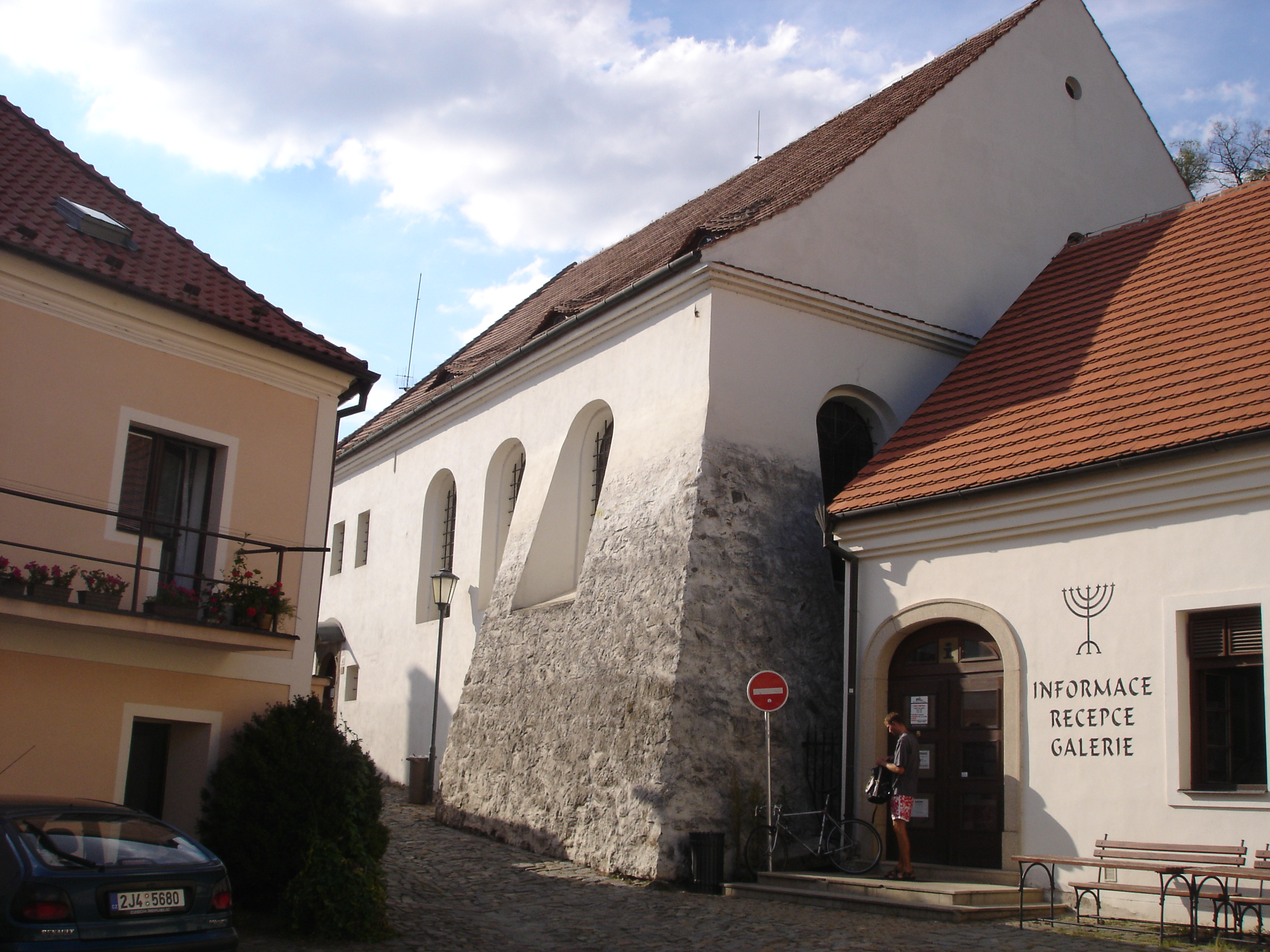
Zadní synagoga s informačním centrem.

Zadní synagoga (Nová synagoga či Vysoká či Horní a Neuschul) pochází z roku 1669. Nejdůležitější částí byla východní stěna, která směřuje k Izraeli, zde se nacházela schránka s Tórou. Na stěnách synagogy se nachází malby, které se dochovaly z let 1706–1707, byly malovány bez šablon (od ruky). Jedná se především o biblické verše v hebrejštině a citáty z Talmudu. Na stropě je barokní štuková výzdoba. V roce 1837 byla ze severní strany přistavěna i ženská galerie.
V roce 1926 přestala být synagoga využívána k náboženským účelům a sloužila jako skladiště Subakovy koželužny, po zániku koželužen zde bylo skladiště národního podniku Zelenina Třebíč. Tímto zacházením byla synagoga zdevastována. V letech 1988–1997 byla kompletně rekonstruována; projekt obnovy zpracoval v letech 1986–1987 architekt Harald Čadílek. Od roku 1997 budova slouží jako výstavní a koncertní sál, na ženské galerii je umístěna stálá expozice Pražského židovského muzea.
V sousedním domě je penzion a informační centrum města Třebíče, v budově je možnost přístupu na bezdrátový internet zdarma. Budova původně patřila rodině Salomona Nováčka, po roce 1662 byl dům uvádně jako pustý a tak ho další majitel Salomon Polák nechal vystavět znovu. V 18. století na pozemku stály domy dva, později v 19. století byl jedním z nich hostinec. Jeho oficiálním názvem bylo do roku 1934 "U Schwarzů", díl Růženy Schwarzové v roce 1934 propadl Živnostenské bance v exekuci. Později po vykoupení z exekuce v roce 1942 "U Dočekalů", neoficiálním pomístním názvem bylo "V prdeli". V restauraci se koncem 60. let točila třebíčská desítka. Později byla restaurace zavřena a podnik Restaurace a jídelny v prostorách hostince nechal zřídit truhlárnu. Dům byl pak zbořen a na jeho místě bylo vystavěno Infocentrum.

### Radnice

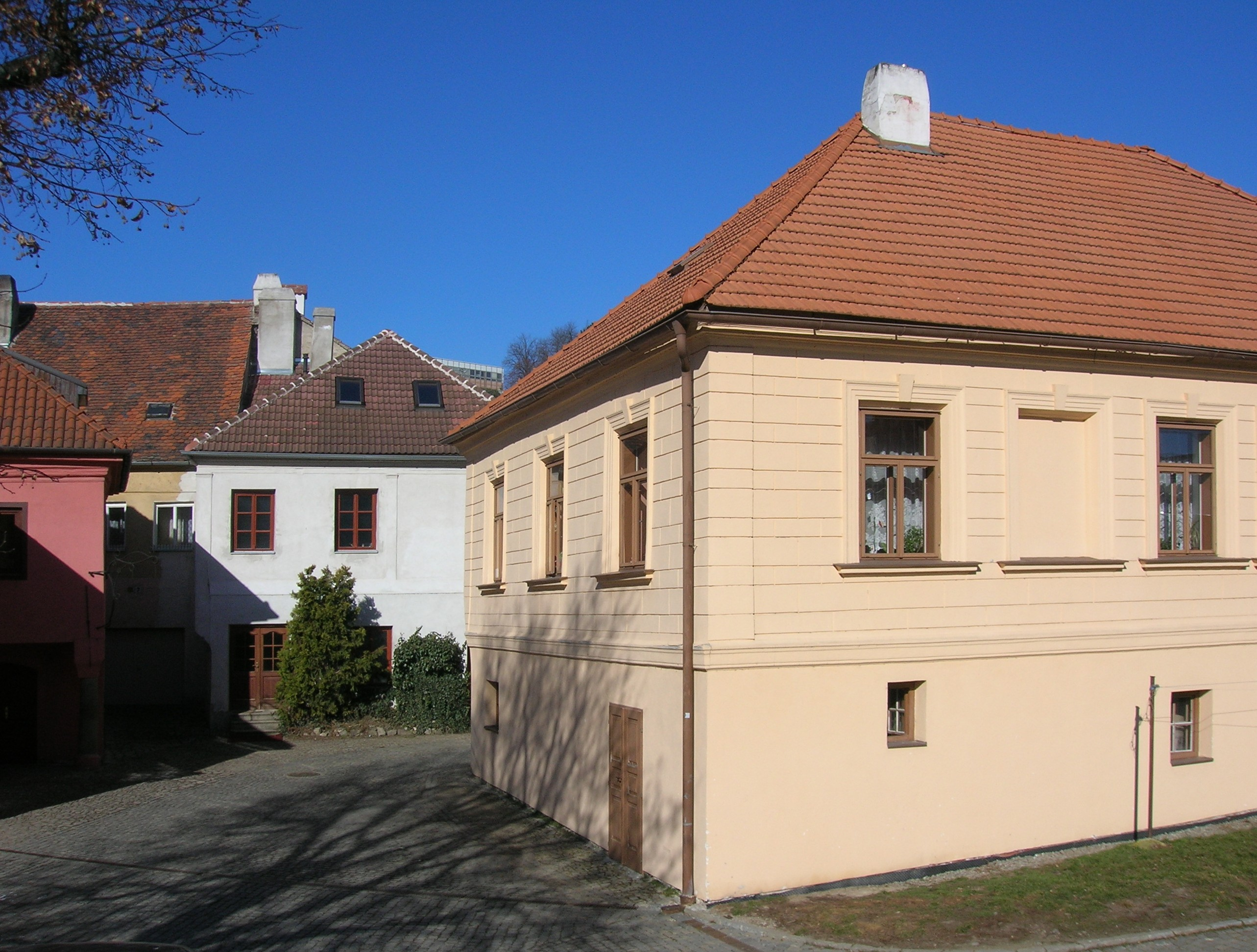
Židovská radnice na ulici Leopolda Pokorného

Židovská radnice je umístěna na ulici Leopolda Pokorného čp. 14/8.
Barokní budova bývalé židovské radnice pochází zřejmě z 17. století, kdy židovské město mělo svého rychtáře a konšely. Existoval i pojem židovské právo. Typickým prvkem jsou valené klenby v přízemí s výsečemi, fasáda pochází z roku 1899 a je dílem Jaroslava Herzána. Prvními rychtáři byli Mojžíš Bauer, Joel Bauer a Josef Abraham Bauer. Posledním rychtářem a zároveň prvním starostou byl Ber Löw Bachrach. V budově radnice se nacházely i kupecké krámy, výsek masa a ženská rituální lázeň. V druhém patře budovy byla předsíň, dvě světnice, dvě komody, kuchyně, zasedací místnost s další boční světnicí. Směrem k řece radnice sousedila s tzv. šlachtičkou; předtím bývala šlachta na samém východě Židů při skále v areálu pozdější Subakovy koželužny. V domě bývala mikve.

### Nemocnice
Nemocnice či krankenhaus stojí v ulici Pomezní čp. 108/23.
Židovská nemocnice (špitál, též krankenhaus) existovala v židovské čtvrti již hodně dávno, první zmínky jsou o něm již v roce 1661, na počátku 19. století se léčilo v prostorách obecního domu. Až roku 1852 byla postavena obecní nemocnice s kapacitou 24 lůžek, jejím ředitelem byl Dr. Sigmund Schusny. V roce 1927 byla budova nadstavěna a posléze využita jako činžovní dům. Tomuto účelu sloužila dalších bezmála 80 let. 5. března 2011 se objekt nemocnice stal kulturní památkou.
Nemocnice sloužila také jako starobinec, byla tvořena dvorem, předsíní, světnicí, komorou a místností pro nemocné, součástí areálu také byly dvě zahrady, kde se nacházela také suka. Součástí nemocnice zřejmě byl také záchod a kuchyně. V 19. stoleté se kromě nemocnice také léčilo v obecním domě. Dříve se také léčilo v budově s č.p. 50, ta byla zbořena.

### Chudobinec

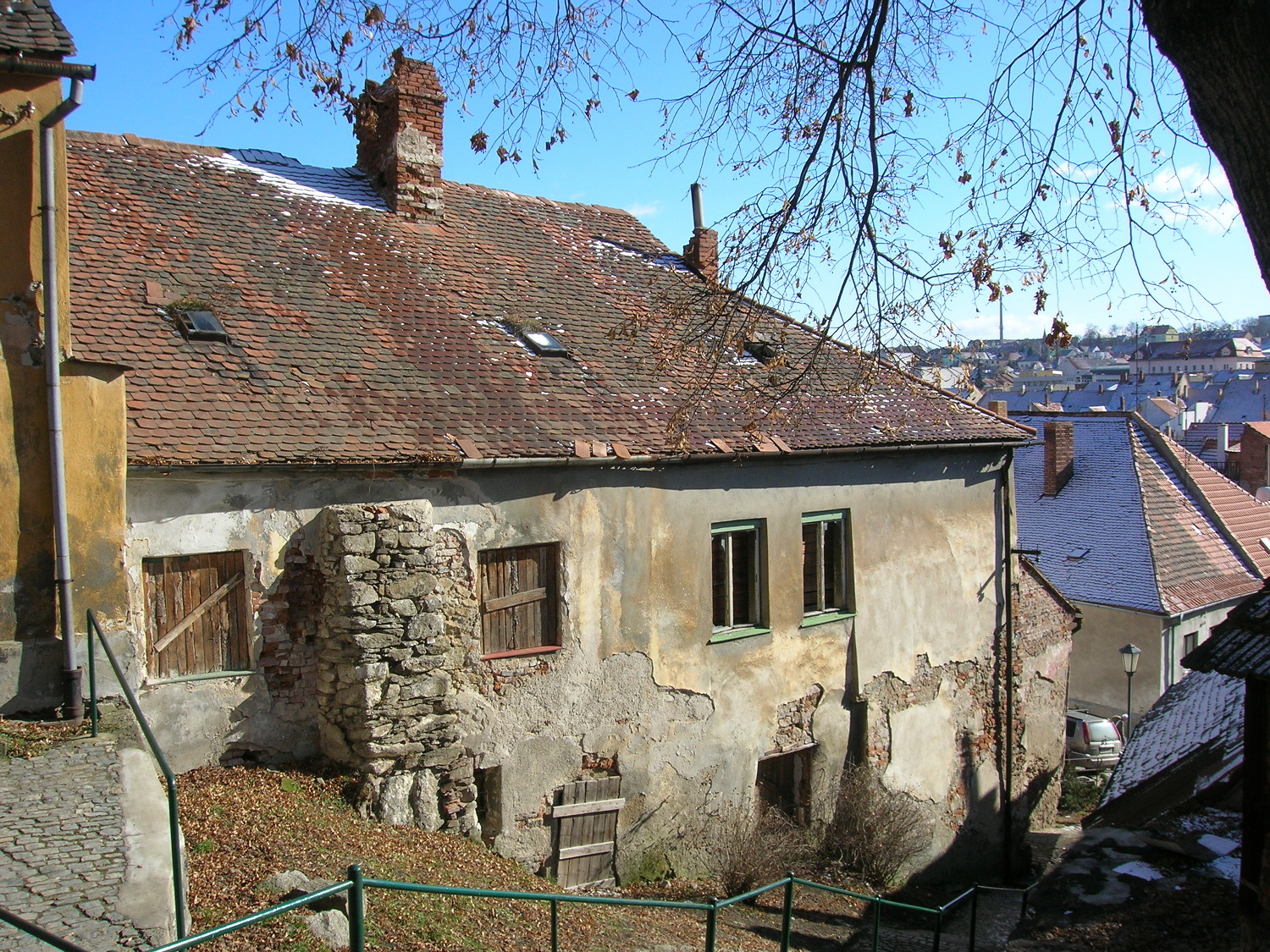
Původní stav chudobince před rekonstrukcí do podoby hotelu

Chudobinec stál v Blahoslavově ulici čp. 85/23. Dům byl zbudován kolem začátku 18. století a právě on je příkladem kondominia. Svému účelu sloužil až do konce druhé světové války.
Barokní budova chudobince je zvláštní tím, jak se dům dělí pro několik dílových vlastníků, dům se dělí horizontálně i vertikálně, je to jev zvaný kondominium. Tento dům má několik vstupů v různých výškových úrovních. Dům sloužil jako chudobinec již od roku 1808. Po dlouhých letech chátrání byla roku 2009 započata komplexní rekonstrukce, na jejímž konci byl otevřen Hotel Joseph 1699 ***. Tento nový hotel má mít kapacitu 45 lůžek v 15 hotelových pokojích. Projekt se snaží pokud možno uchovat historickou dispozici a ráz místa.

### Rabinát
Budova bývalého rabinátu stoji na Tichém náměstí čp. 4/4.
Rabinát se nacházel v domě poblíž Přední synagogy a byl postaven v barokním slohu. Pochází ze 17. století a jeho poznávacím znamením je mohutný opěrný pilíř na průčelí domu. Rabinát byl bydlištěm a kanceláří rabína. V přízemí domu se nacházely obchodní prostory, záchod a předsíň, v druhém patře pak byly tři pokoje, komora, kuchyně a záchod. Třebíčskými rabíny byli např. Aron Nepole, Arje Jehuda Löv ben Menachen Krochmal, Cvi Jehošua Horowitz a v 19. století proslulý Joachim Josef Pollak (1828–1879), který vyučoval i na třebíčském gymnáziu. Město Třebíč hledá místo pro galerii třebíčských malířů, majitel budovy Církev československá husitská nabídla prostory v bývalém rabinátu třebíčské židovské čtvrti. Měla by zde být vystavena díla Ladislava Nováka, Josefa Kremláčka a Vlastimila Tomana.

### Subakova koželužna
Na východním konci židovské čtvrti zbudovala rodina Subaků koželužské dílny a továrnu na výrobu kůží. Největšího rozmachu firma dosáhla za J. H. Subaka. Od roku 1871 směla firma nést na svém štítě císařský znak. V roce 1878 se firma dokonce zúčastnila Světové výstavy v Paříži, v té době pro ni pracovalo 400–600 zaměstnanců. Její zánik se datuje do třicátých let 20. století, podnik byl v roce 1931 uzavřen a prostory továrny byly upraveny na byty. Před druhou světovou válkou objekty krátce využívalo vojsko. V prostorách koželužny se odehrával i první ročník festivalu Zámostí. Od konce 20. století postupně probíhá revitalizace objektu bývalé koželužny.

### Židovské muzeum – Dům Seligmana Bauera
V únor roku 2011 vzniklo v domě čp. 77 na Blahoslavově ulici židovské muzeum. Majitelem původního domu, který byl postaven v době před rokem 1798, byl Seligman Bauer. Dům stojí na parcele vedle Zadní synagogy, stojí na tzv. Španělovském pozemku. Během třicetileté války se v Třebíči usadili lidé z různých zemí a objevilo se i jméno Španěl či Španiel, nelze zjistit, zda pocházel skutečně ze Španělska, stal se pak majitelem velkého pozemku. Dům byl od roku 2009 rekonstruován, byl propojen s ženskou galerií Zadní synagogy a přízemí domu bylo upraveno pro muzejní potřeby jako hokynářství. Vedle obchodu je místnost s moderní kuchyní a dvěma linkami, kdy jedna slouží pro přípravu košer pokrmů. V patře je zrekonstruován byt nemajetné židovské rodiny z doby první republiky, jeho součástí je ložnice a židovská kuchyně. V podkroví je umístěn přednáškový sál pro 40 lidí. Otevření židovského muzea se zúčastnili izraelský velvyslanec Jaakov Levy, zemský rabín Karol Sidon a předseda židovské obce Brno Pavel Fried.

### Dům U židovské brány
Dům U židovské brány je domem původně přízemním, později patrovým, nacházel se v těsné blízkost tzv. židovské brány.[zdroj?]

### Dům v ulici Leopolda Pokorného čp. 114/2
Přímo při vstupu do židovského města, u řeky Jihlavy, stojí renesanční dům s podloubím neseným třemi kamennými sloupy. V době, kdy město vlastnil hrabě Jan Josef z Valdštejna, byl pořízen plán stavby zdí oddělujících židovskou čtvrť od křesťanského zbytku města. Brána, která zde dříve stávala a společně s dráty a řetězy nataženými přes Blahoslavovu ulici oddělovala obě města v době noci, víkendů a svátků obou náboženství, byla zničena během požáru v roce 1873.[zdroj?]

### Dům v ulici Leopolda Pokorného čp. 9/5
Tento renesanční dům pochází z 16. století a je typickým domem židovských ghett. Typickým prvkem je jednosloupové rohové podloubí, dalším typickým prvkem je zkosení zadní hrany domu. Přízemí domu bylo využíváno jako dílna a obchod, v patře domu se bydlelo. Nyní je dům rekonstruovaný a je prohlášen za kulturní památku.[zdroj?]

### Židovská škola
Budova židovské školy stála v ulici Leopolda Pokorného čp. 58/15.
Původní škola, zmíněná již v roce 1601 byla školou zaměřenou na výuku židovského náboženství. Roku 1787 byla v židovském městě zřízena obecná škola. Prvním kantorem byl Izaiáš Adler, od roku 1881 se zde vyučovalo také česky, dříve pouze hebrejsky a německy. Další vzdělání bylo zajišťováno třebíčským gymnáziem.[zdroj?]

### Dům v ulici Leopolda Pokorného čp. 53/25

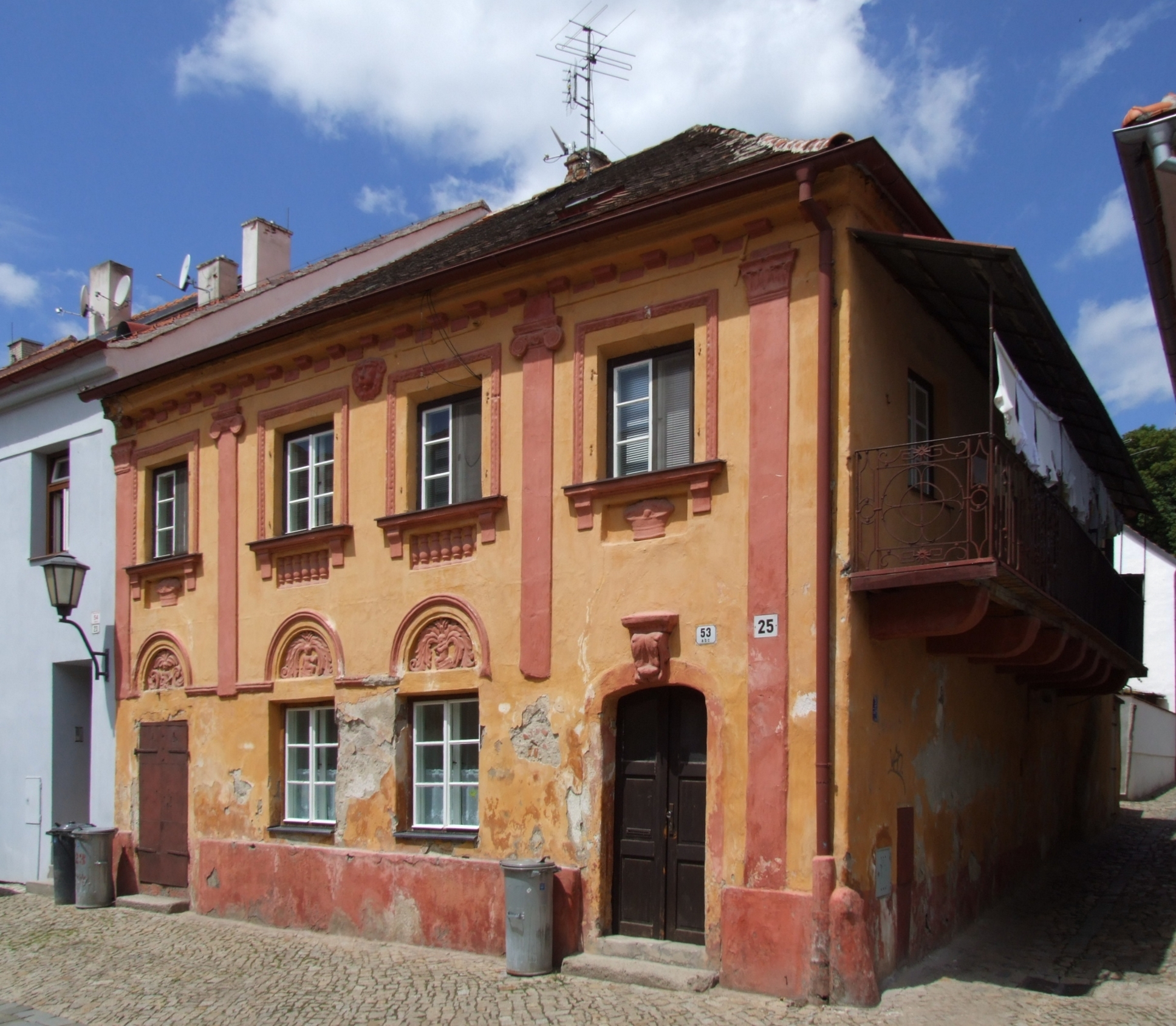
Dům čp. 25

Barokní dům s balkonem na kamenných krakorcích a s dochovanou empírovou fasádou s pilastry, palmetovým dekorem a figurálními motivy. V přízemí domu jsou zachované kované dveře a malé portálky. Balkon tohoto domu je situován do Stinné ulice, v tomto domě žil i Leopold Pokorný. V době, kdy se spekulovalo o zbourání celé židovské čtvrti se právě kolem tohoto domu rozpoutala diskuse. Odborníci byli proti zbourání tohoto domu, který má zvláštní architektonickou strukturu. Dům se také nazývá jako dům Samuela Ryšavého.

### Dům v ulici Leopolda Pokorného čp. 97 a 98
Zajímavý dům složitého členění a dispozice, vyrovnávající výškový rozdíl Blahoslavovy ulice a Tichého náměstí. Posazen je na skále a v ní se v přízemí domu zachovala mikve. V roce 2004 byla dokončena nákladná obnova.

### Židovský hřbitov
Původně se židovský hřbitov nacházel v blízkosti hradeb kláštera, ale ten se nedochoval. Židovský hřbitov byl založen dle písemných pramenů v roce 1636, první náhrobek však je z roku 1625 a je jedním z nejlépe dochovaných a největších židovských hřbitovů v Evropě.

### Ulice a prostranství
Hlavními ulicemi jsou Blahoslavova ulice a ulice Leopolda Pokorného, kolem Staré synagogy se prostírá malé Tiché náměstí. Další ulice jsou například ulice Úzká, Zadní, Stinná, Pod Podloubím, V Mezírce a ulice Na Výsluní a Subakova.

#### Leopolda Pokorného
Ulice Leopolda Pokorného je jižní páteřní ulice Židovského města. Jejím předchozím jménem byl název Dolní. Severním i jižním směrem z ní vedly kratičké uličky a průchody. Dnes jich je méně.[zdroj?]

#### Tiché náměstí
Tiché náměstí je nejmenším náměstím města. Jeho rozloha je pouhých 789 m².[zdroj?]

#### Ulice Subakova
V ulici Subakova vychází ulice s tzv. prampouchy, jedná se o typický prvek zástavby moravských ghett. Prampouchy jsou klenuté rozpínací oblouky, které se rozpínají mezi domy v ulicích. Tato ulice spojuje Havlíčkovo nábřeží a Subakovu ulici, je dlážděna říčními valouny.[zdroj?]

#### Ulice Pomezní a Skalní
Mezi ulicemi Pomezní a Skalní existuje dřívější vozová cesta, ta spojuje židovské město s židovským hřbitovem, je to stoupající ulice směrem na Hrádek. Dnes je to ulice s názvem Skalní.[zdroj?]

Typické veřejné průchody v židovské čtvrti
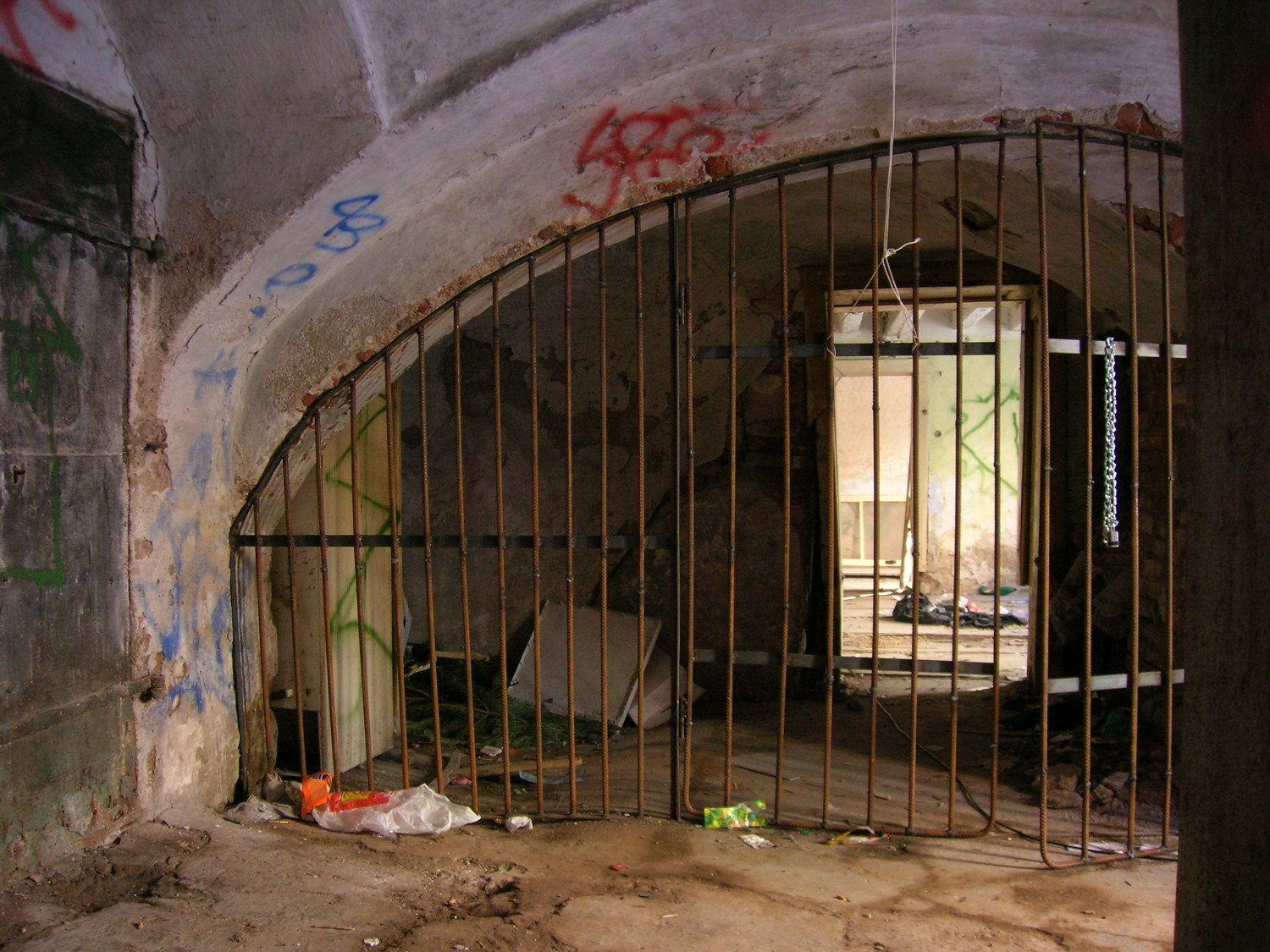
Průchody spojují i domy navzájem, nikoli jen ulice
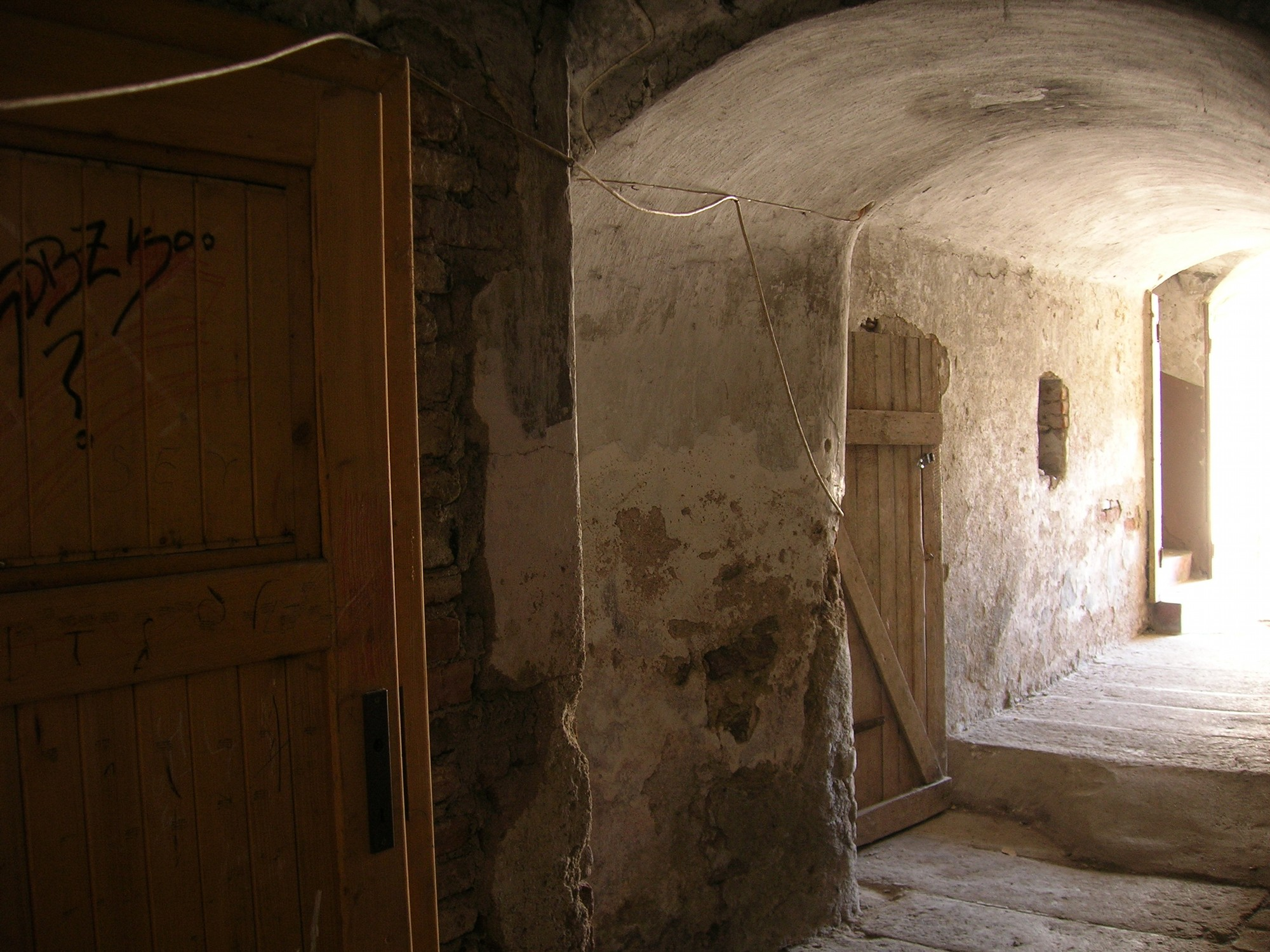
Průchod z ulice Leopolda Pokorného na Havlíčkovo nábřeží
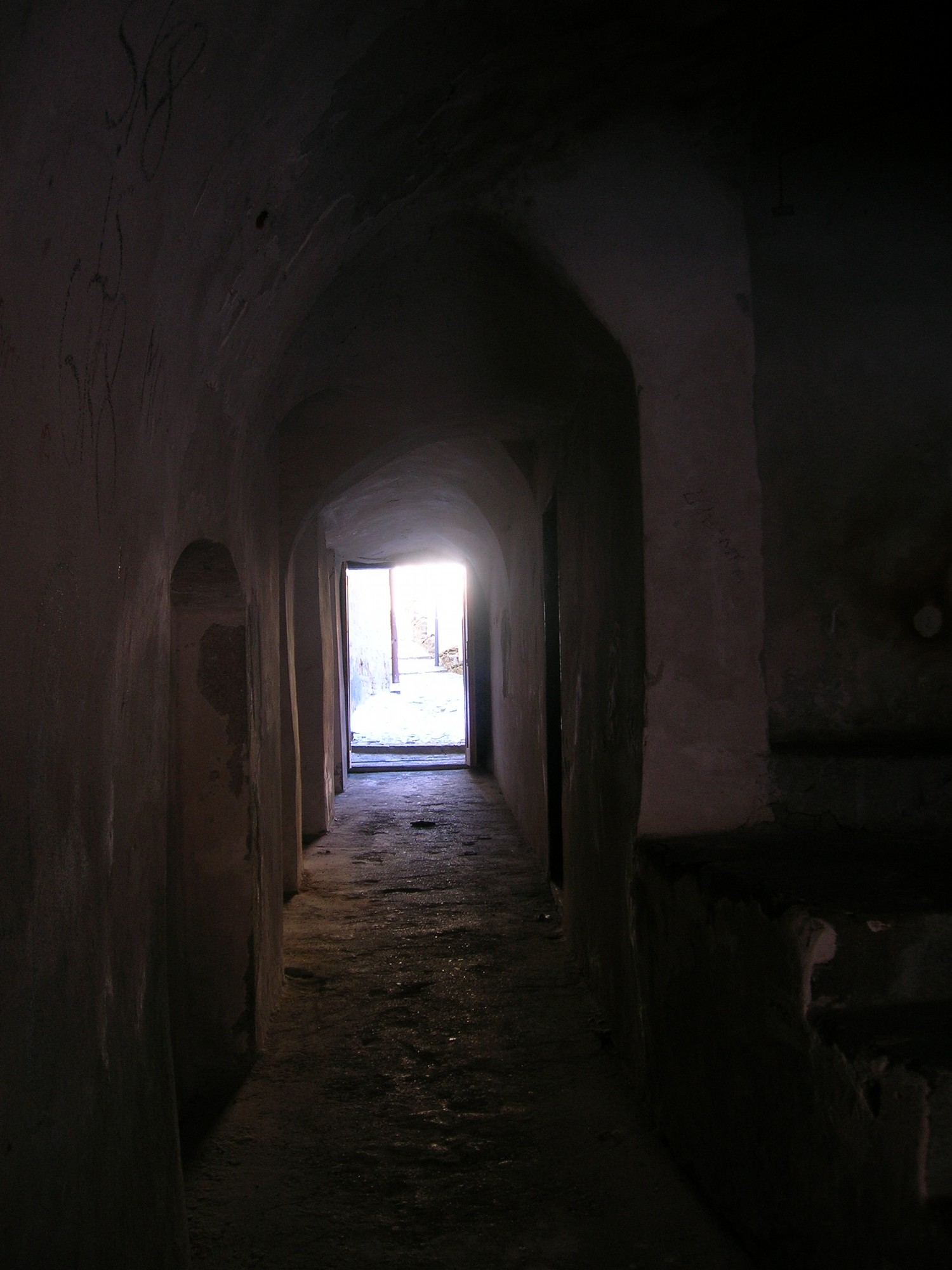
Průchod z ulice Leopolda Pokorného do ulice Pod Podloubím a Blahoslavovy

## Školství

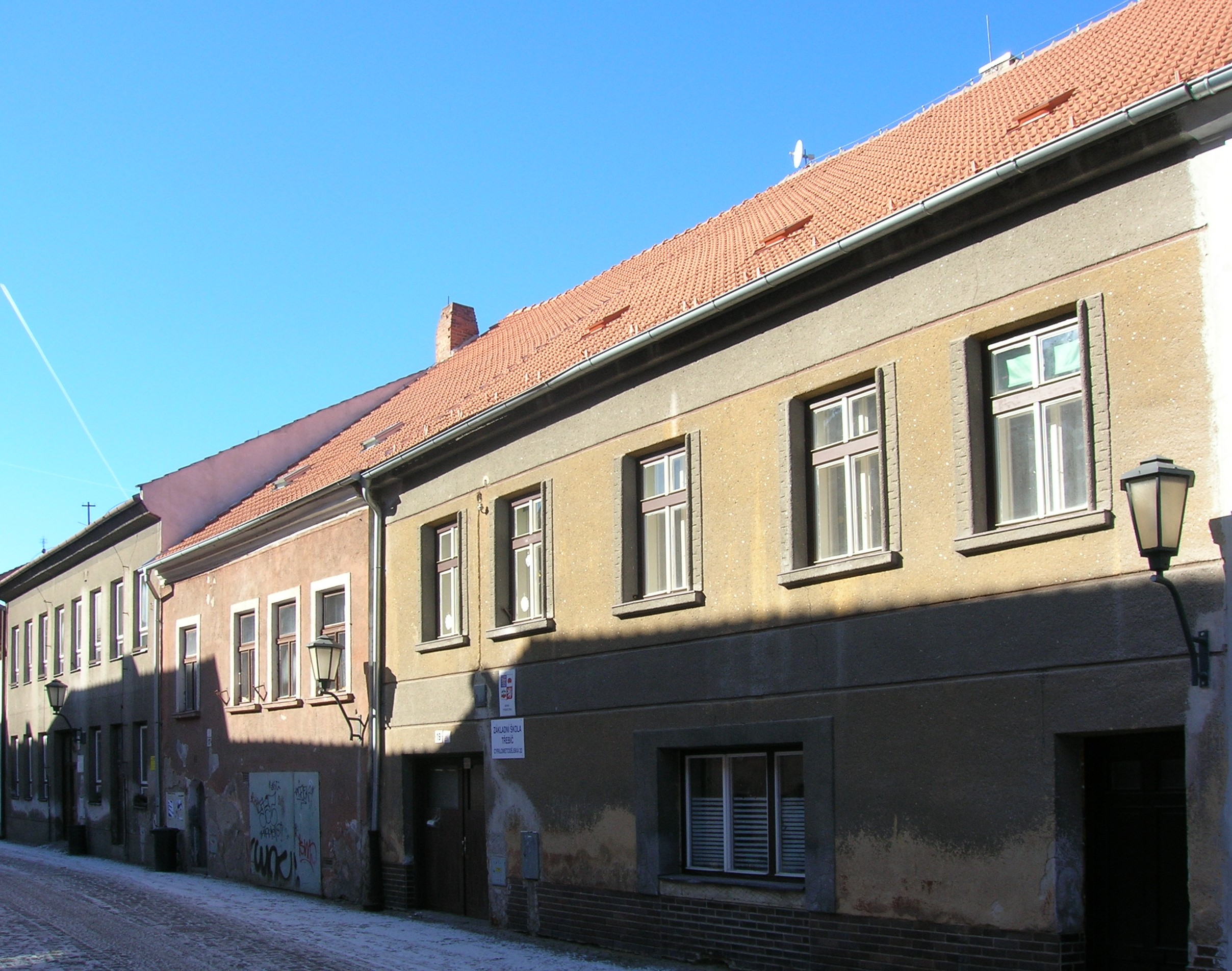
Škola v Židech

Židovská škola – šlo o školu cheder – je poprvé doložena k roku 1603. Neposkytovala však obecné základy vzdělání, nýbrž vyučovalo se v ní náboženství, talmud. Za rabína Joachima Josefa Pollaka existovala v Třebíči ješiva, rabínské učiliště.
Obecná škola byla zřízena až roku 1787 (první učitel Izaiáš Adler). Dlouholetou školní budovu čp. 58 koupila židovská obec v roce 1867. V roce následujícím byl přistavěn zadní trakt pro německou školu. Česká škola byla v Židech otevřena v roce 1887/1888, až do roku 1916 ji vedl František Jaroš z Mohelna. Vyučovalo se v jedné budově společně s německou školou. Poté, co čeští rodiče nechali své děti přestoupit z německé školy do té české, jakmile to po převratu v roce 1918 poměry umožnily, německá škola pro nedostatek žáků – zůstalo jich 11 – začátkem školního roku 1919/1920 skončila.
Škole slouží budova čp. 56; tato budova je ve vlastnictví kraje Vysočiny. Vzdělávání dětí se speciálními vzdělávacími potřebami však Zámostí poskytuje prostory od roku 1963, kdy se v něm usadila zvláštní škola internátní. Budovu čp. 58 škola opustila v roce 1999, poté, co se uvolnila školní budova v ulici 9. května na Podklášteří, v budově čp. 56 zůstaly dvě třídy.
Ve školní budově čp. 43 se nacházela učebna, kuchyně, záchod, světnice a komora, zpočátku patřila třem majiteům a škola se nacházela pouze v patře, budova byla postavena v 70. letech 17. století, škola v budově působila až do roku 1869. Mezi lety 1993 a 1994 byla rekonstruována a byla změněna v sídlo Fondu Třebíč a také galerie Ladislava Nováka.
Zámostí je též literárně zpodobněno Ladislavem Novákem v textu: Zámostí v Třebíči na Moravě a Zámostí v nás (1968).

## Média
Prostředí třebíčské židovské čtvrti je atraktivní pro filmaře. V roce 2015 se v prostředí čtvrti natáčel film Jiřího Svobody s pracovním názvem Zádušní oběť, film se odehrává v době kolem roku 1915. Film se natáčel v době od 1. do 13. prosince. Režisér Svoboda prohlásil, že část příběhu se odehrává v židovském městě a charakter třebíčského židovského města je jedinečný. Výkonná producentka České televize vysvětlila, že exteriéry židovské čtvrti jsou vhodné, protože domy ještě nejsou zcela rekonstruované a navíc je zachováno dobové vydláždění. Hlavní roli komisaře Mondla pátrajícícho po sériovém vrahovi hraje Milan Kňažko, další role ztvárnili Aga Gubíková, Eva Josefíková, Václav Neužil, Kryštof Hádek, Václav Jiráček, Klára Trojanová či Petr Vaněk. Film by měl být hotový na jaře 2016 a diváci České televize jej uvidí v roce 2016.
Židovská čtvrť také byla součástí natáčení seriálu ČT Četnické humoresky, konkrétně dílu 34. (tj. Tizian), natáčelo se v ulicích Opuštěná a Blahoslavova.

## Osobnosti
- Moriz Habrofsky (1822–1849) – předseda studentského revolučního výboru ve Vídni;
- Wolfgang Wessely (1801–1870) – právník a orientalista, první židovský univerzitní profesor v tehdejším Rakousku;
- Joachim Josef Pollak (1828–1879) – profesor na třebíčském gymnáziu a rabín, objevitel Třebíčského machzoru;
- Adolf Kurrein (1846–1919) – teplický rabín;
- Kurt Konrád (1908–1941) – levicově orientovaný publicista a literární kritik, popraven nacisty v Mauthausenu;
- Leopold Pokorný (1904–1937) – třebíčský organizátor tělovýchovného hnutí a interbrigadista; padl 5. dubna 1937 při obraně Madridu;
- Francis Lederer (1900–2000) – úspěšný herec v předválečném Německu a od r. 1932 v Hollywoodu, přes 50 filmových a televizních rolí.

## Galerie

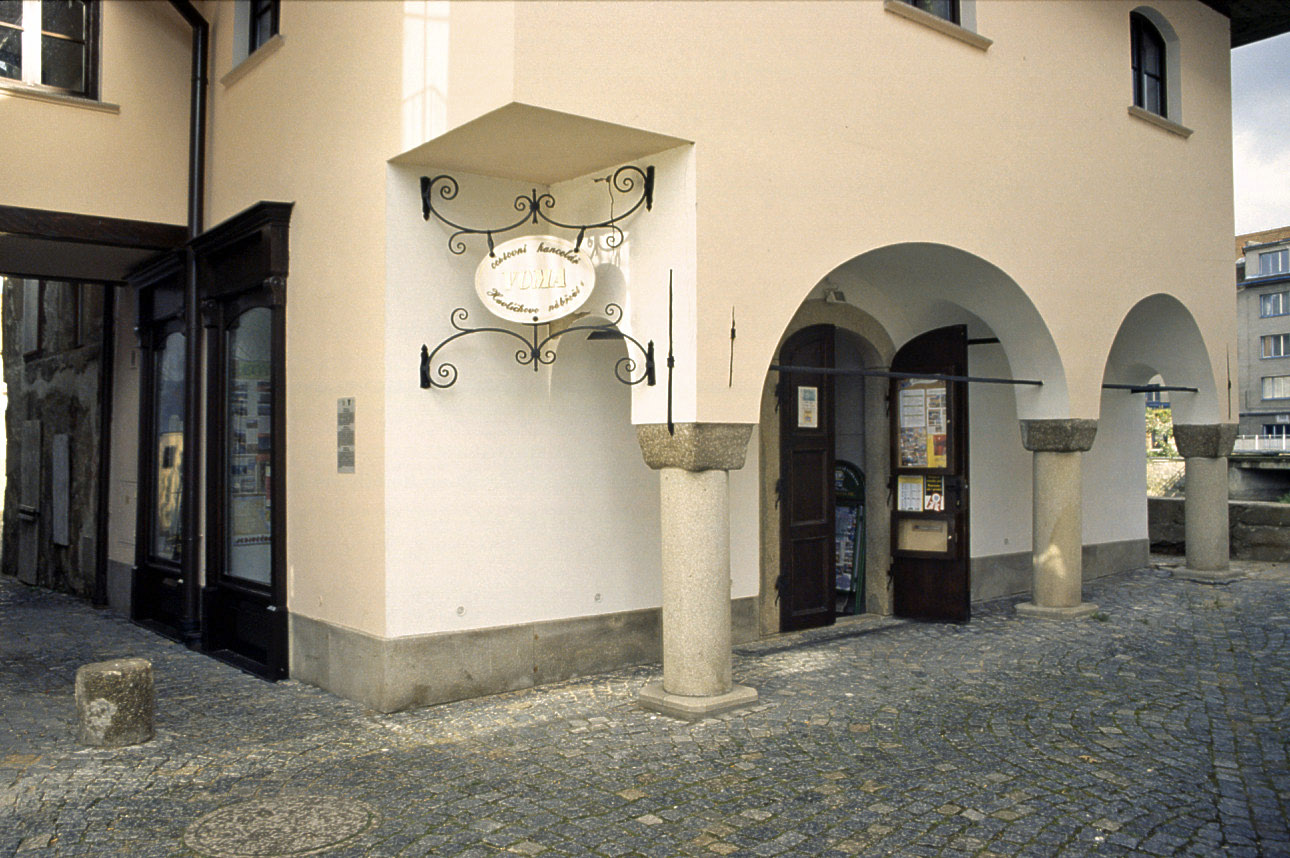
Vchod do židovské čtvrti. Vpravo je nábřeží řeky Jihlavy, dům v ulici Leopolda Pokorného čp. 114 s podloubím
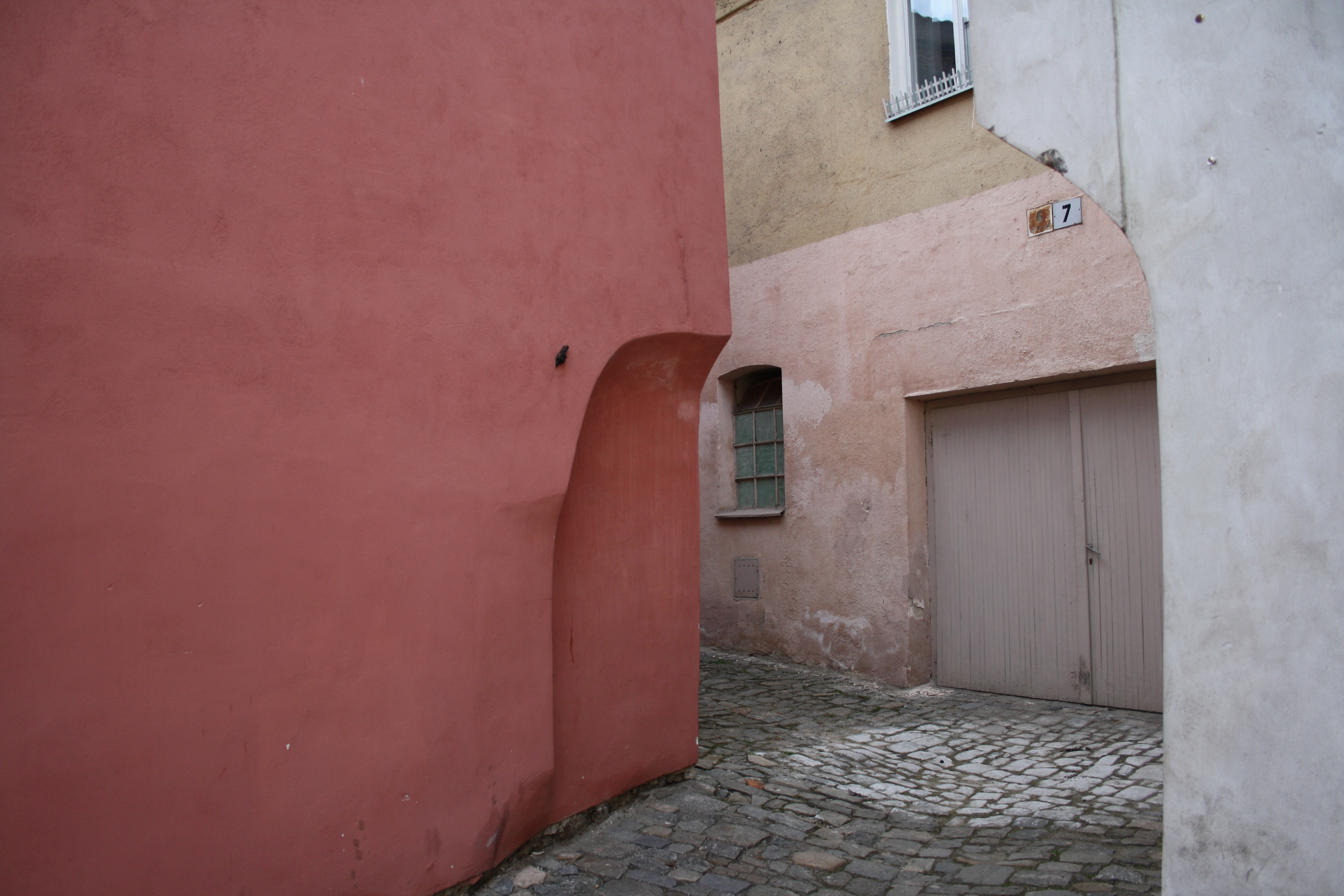
Typická ulice s výsečemi, dům Leopolda Pokorného čp. 5
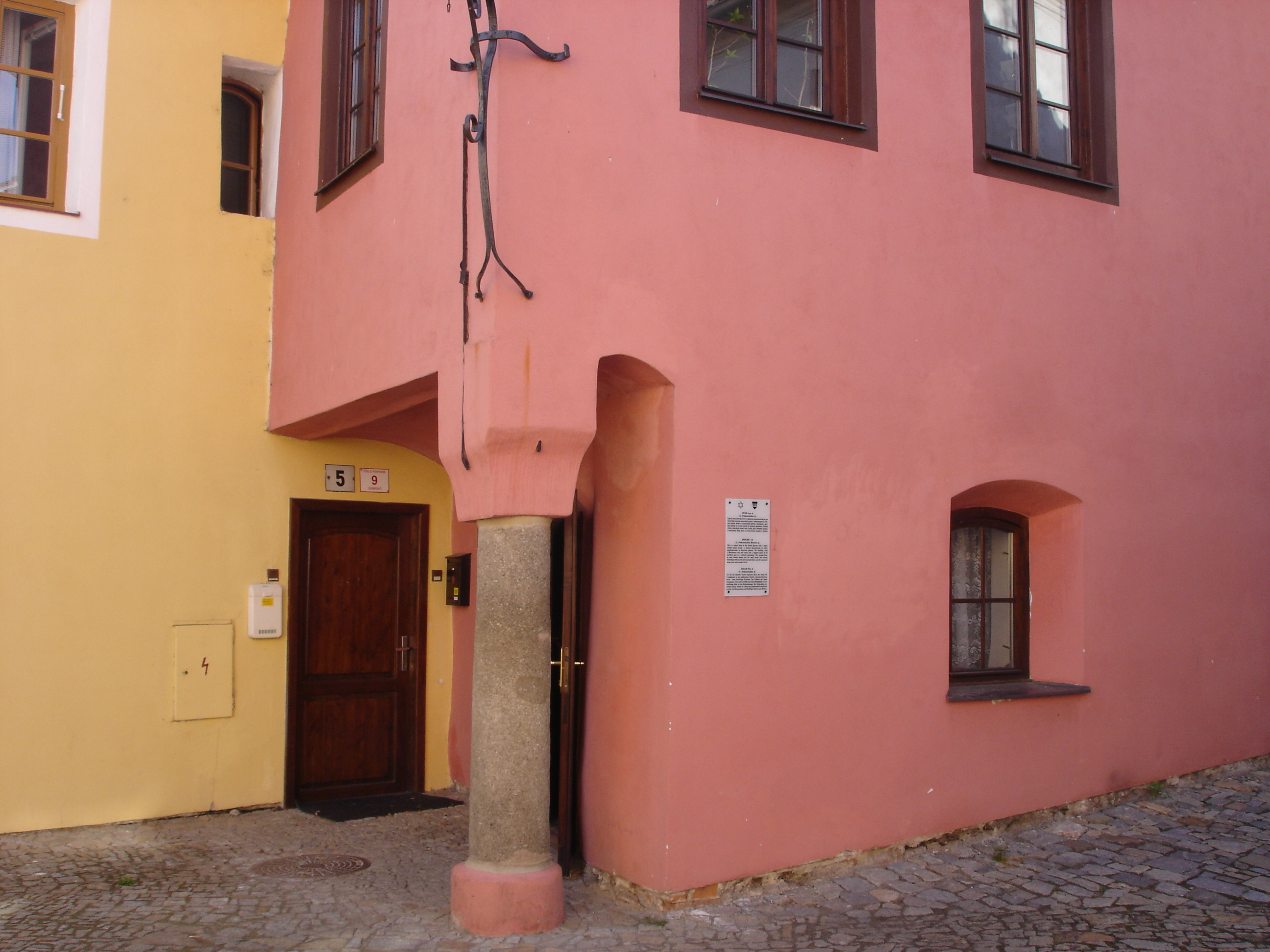
Typický dům s rohovým podloubím, dům Leopolda Pokorného čp. 5
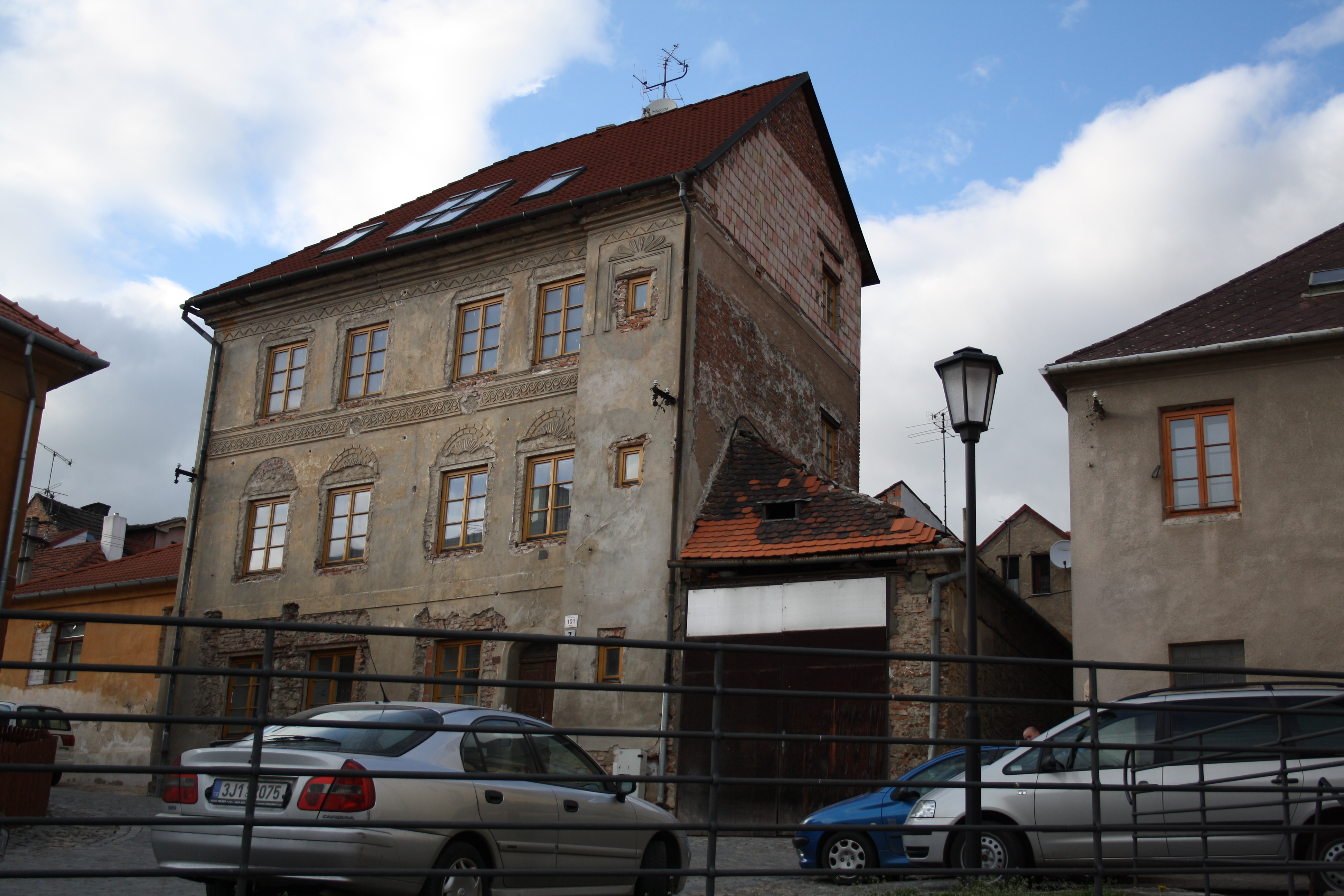
Různě proporční bytový dům, ulice Na výsluní
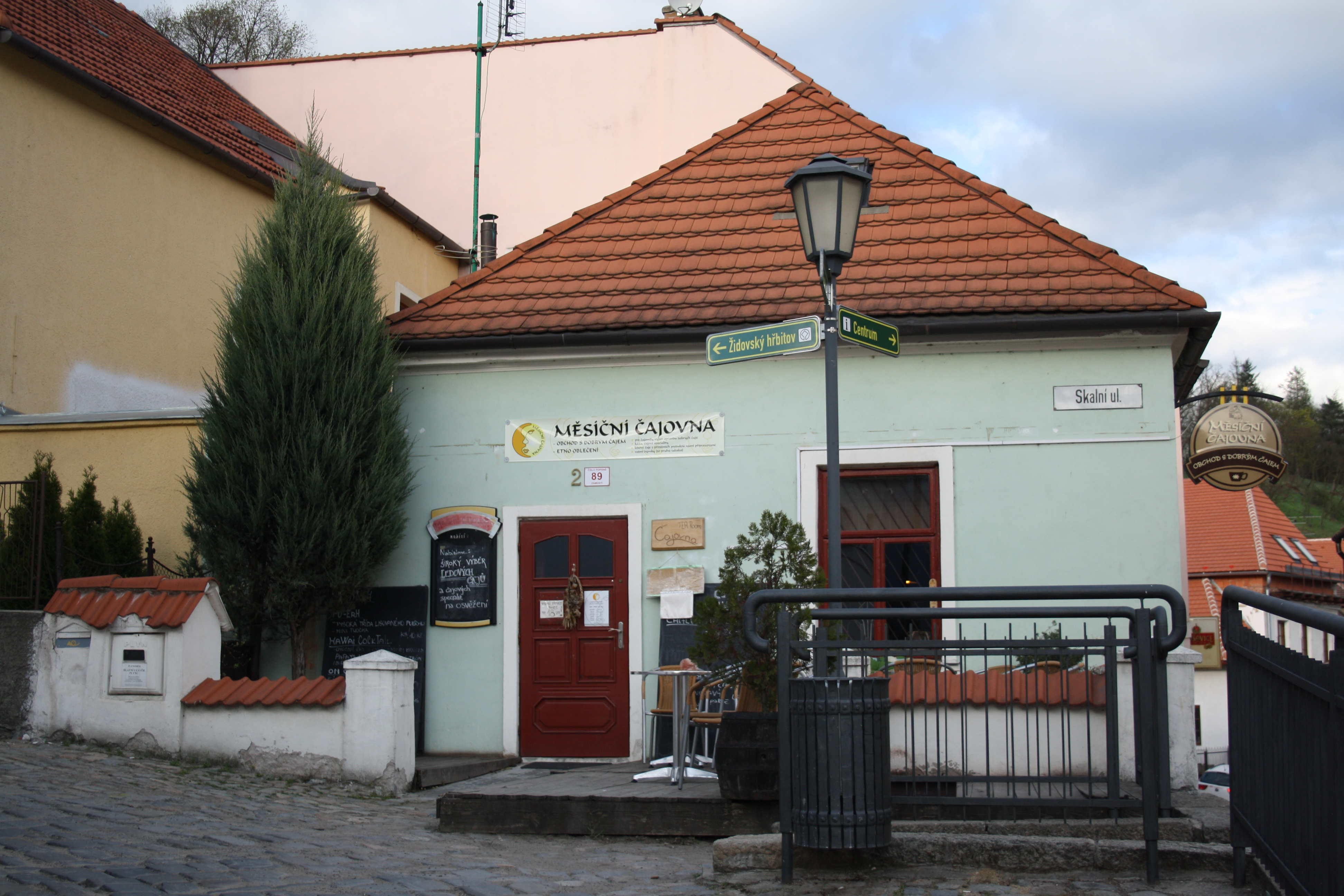
Budova Měsíční čajovny, Blahoslavova ulice
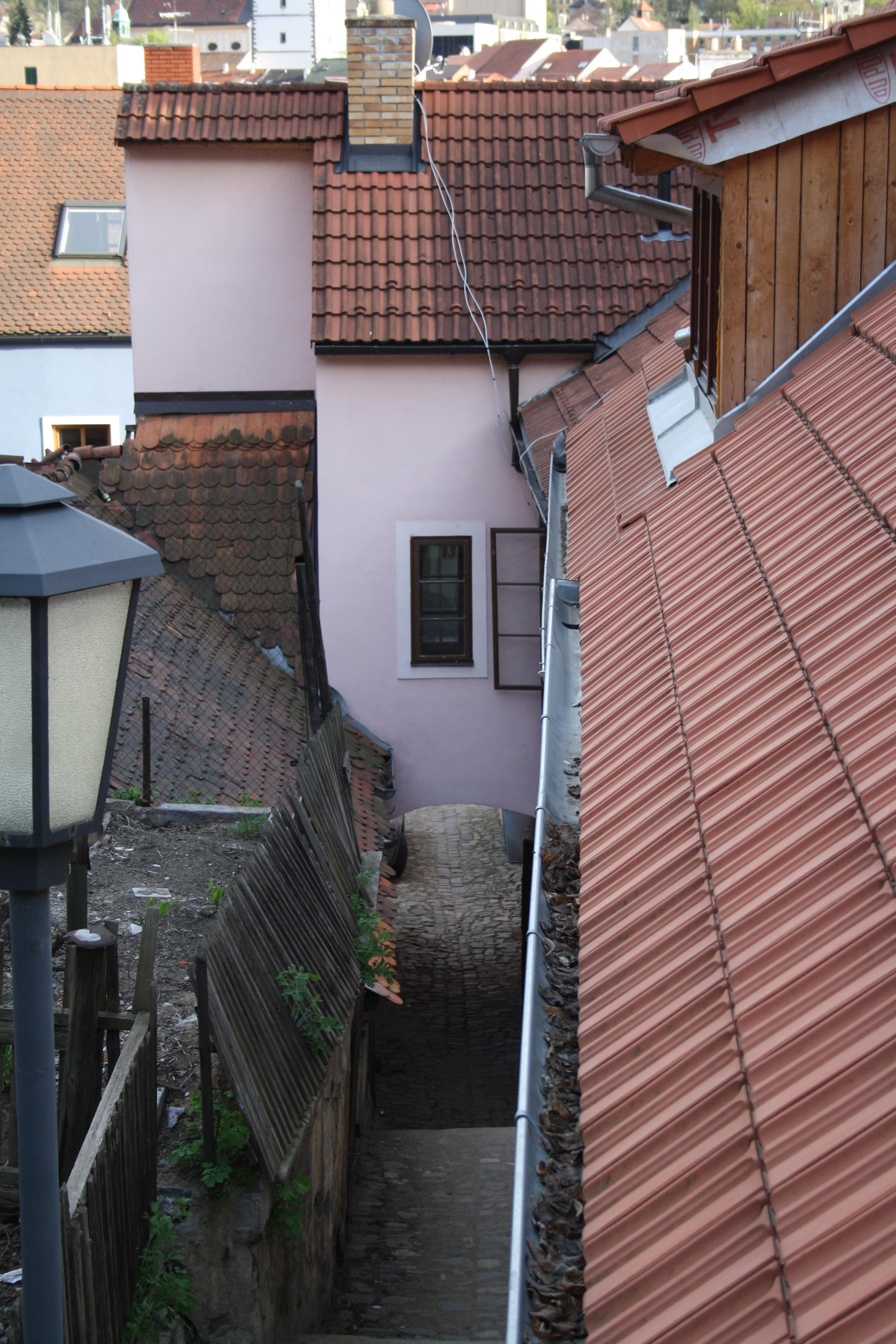
Ulice Pod podloubím
Stinná ulice
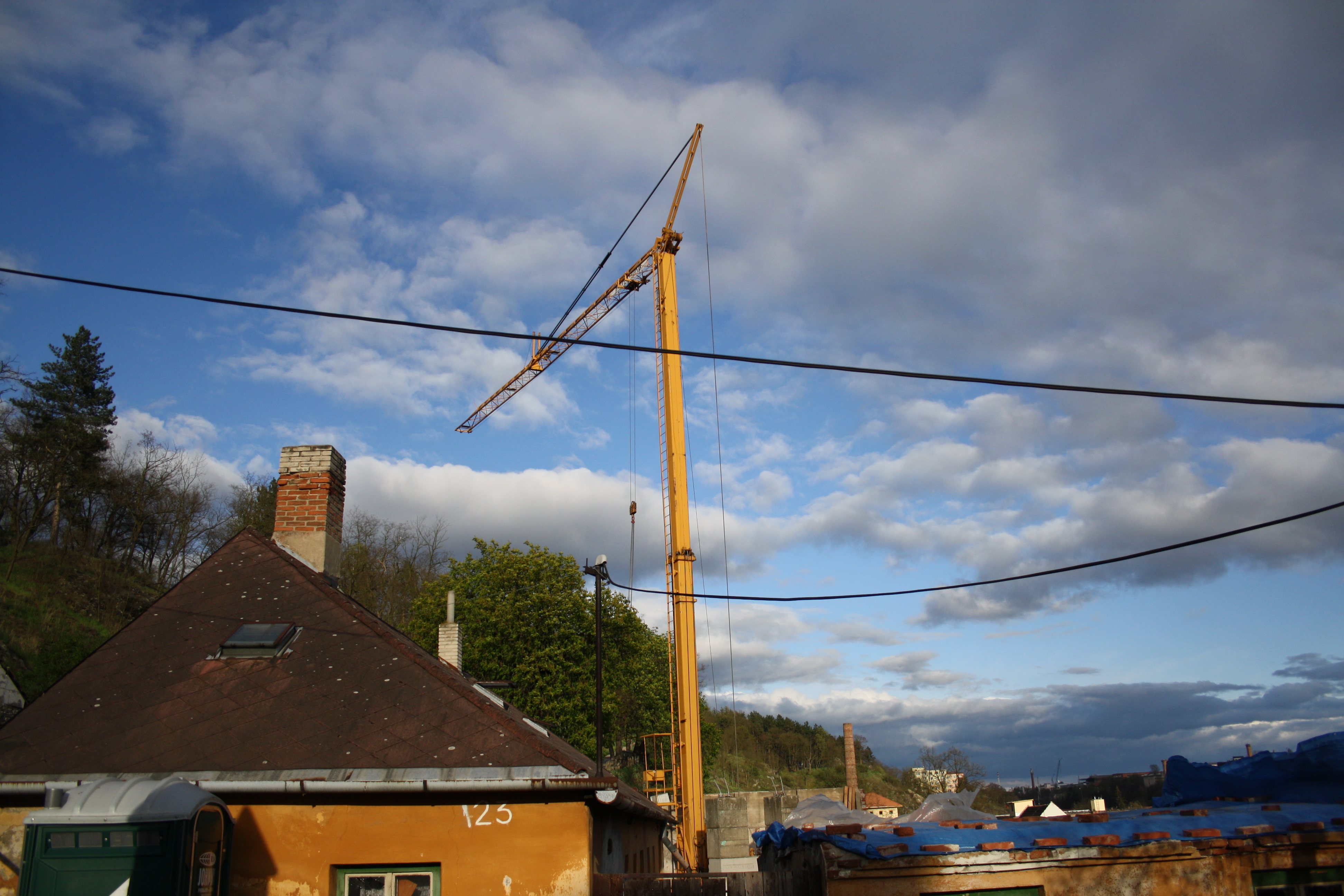
Stavba hotelu Joseph na Skalní ulici
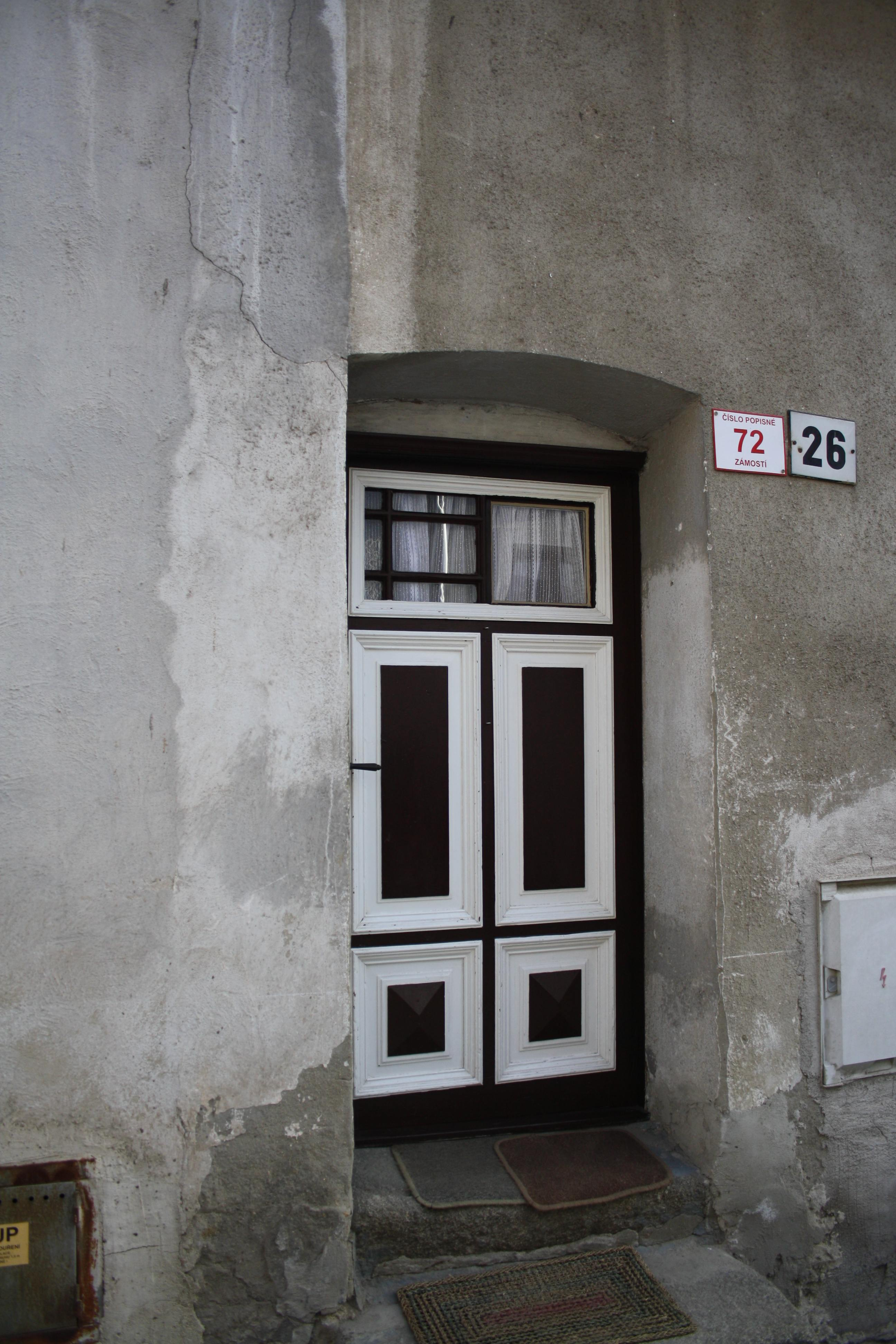
Typické malé dveře v domě na Blahoslavově ulici
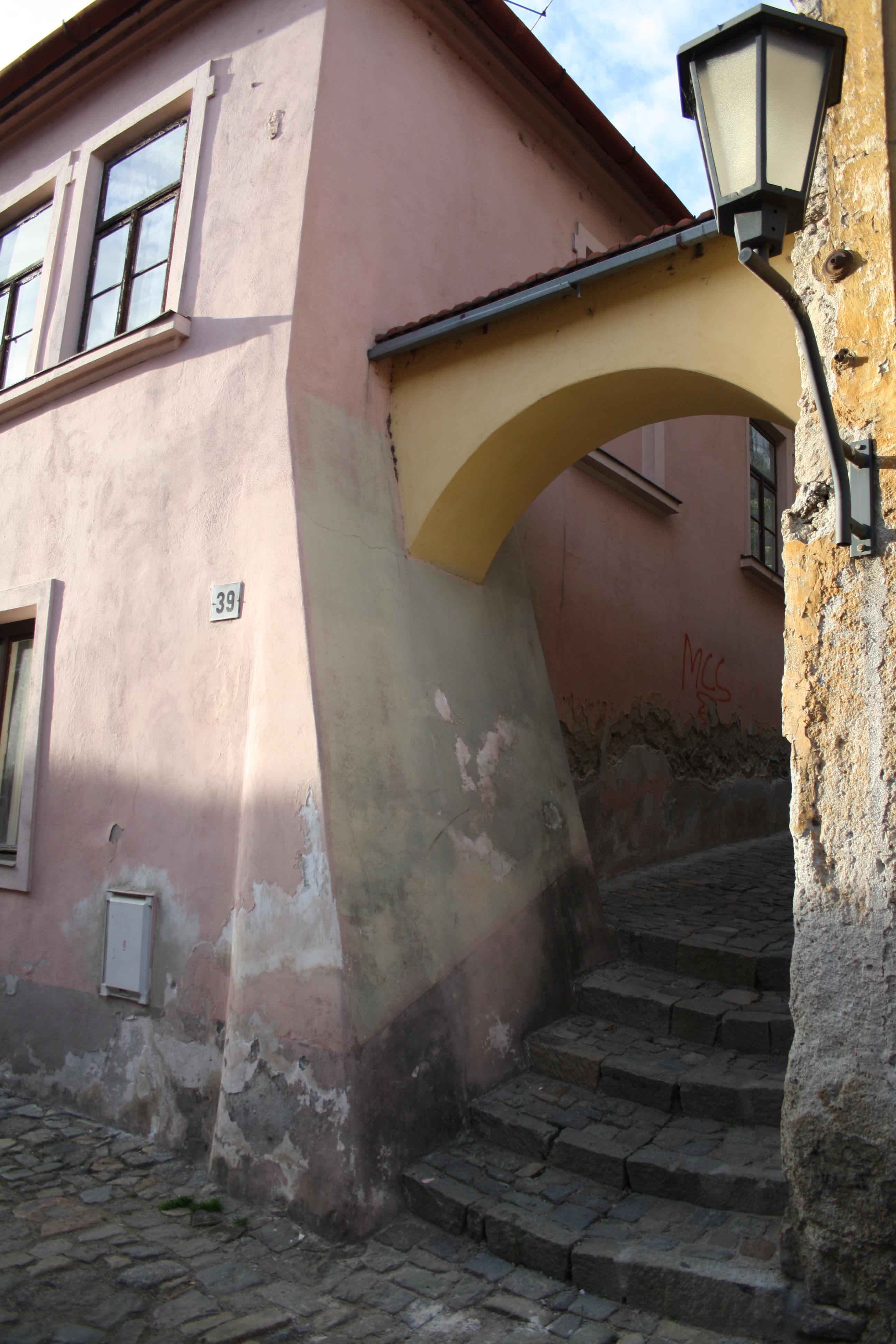
Prampouch, opěrný pilíř a schodiště v židovské čtvrti, ul. Na úbočí
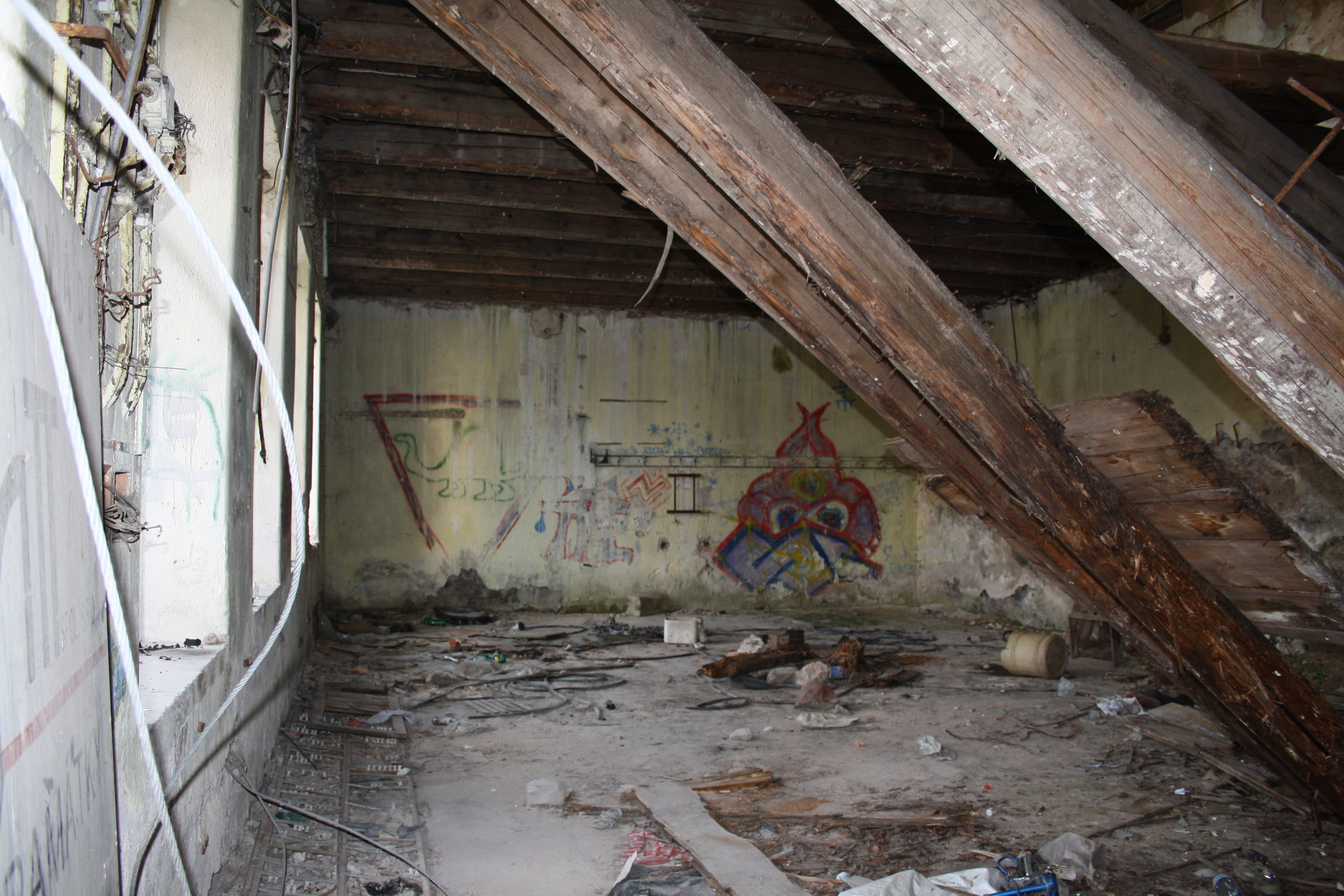
Spálený interiér Subakovy koželužny
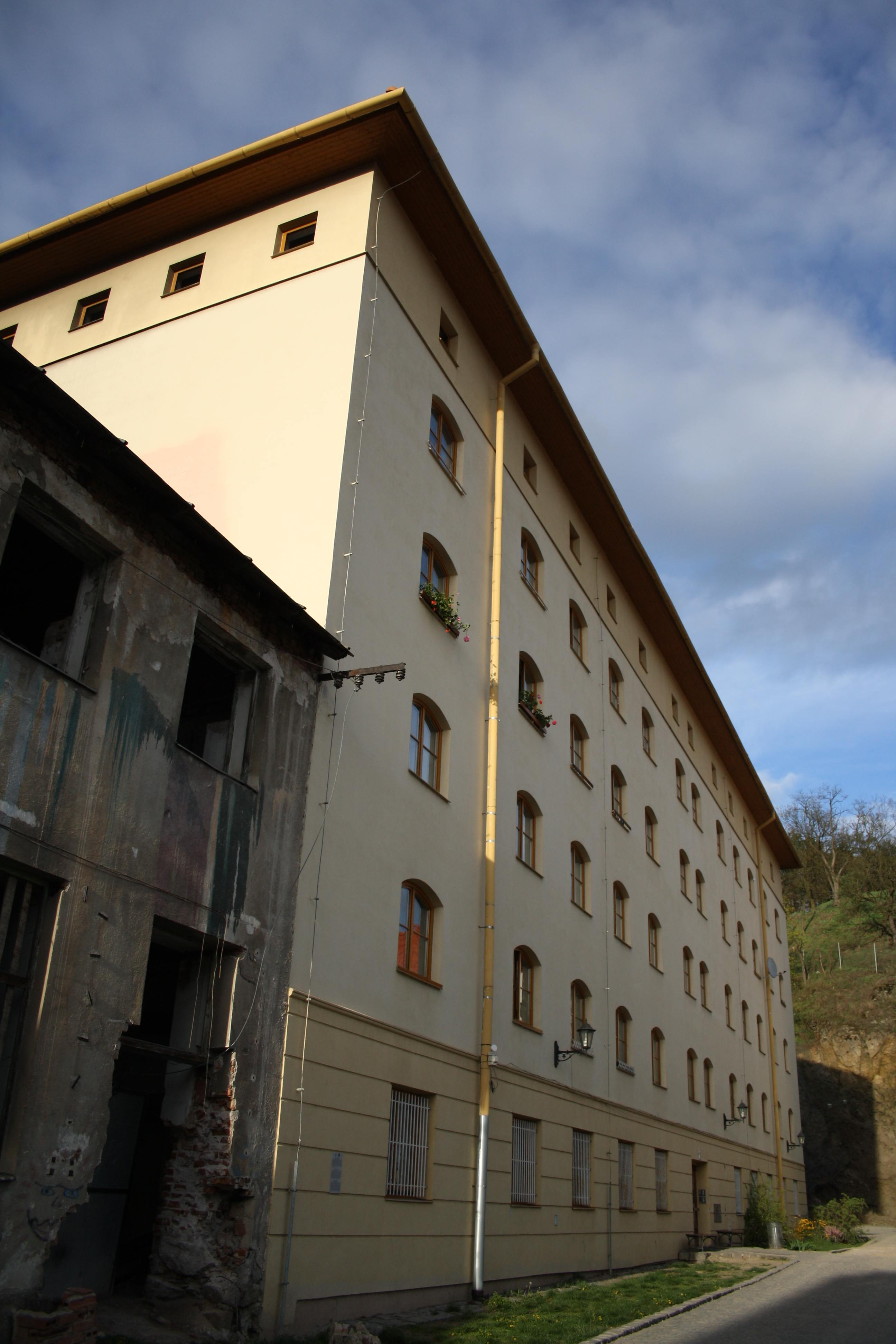
Bytový dům se sociálními byty
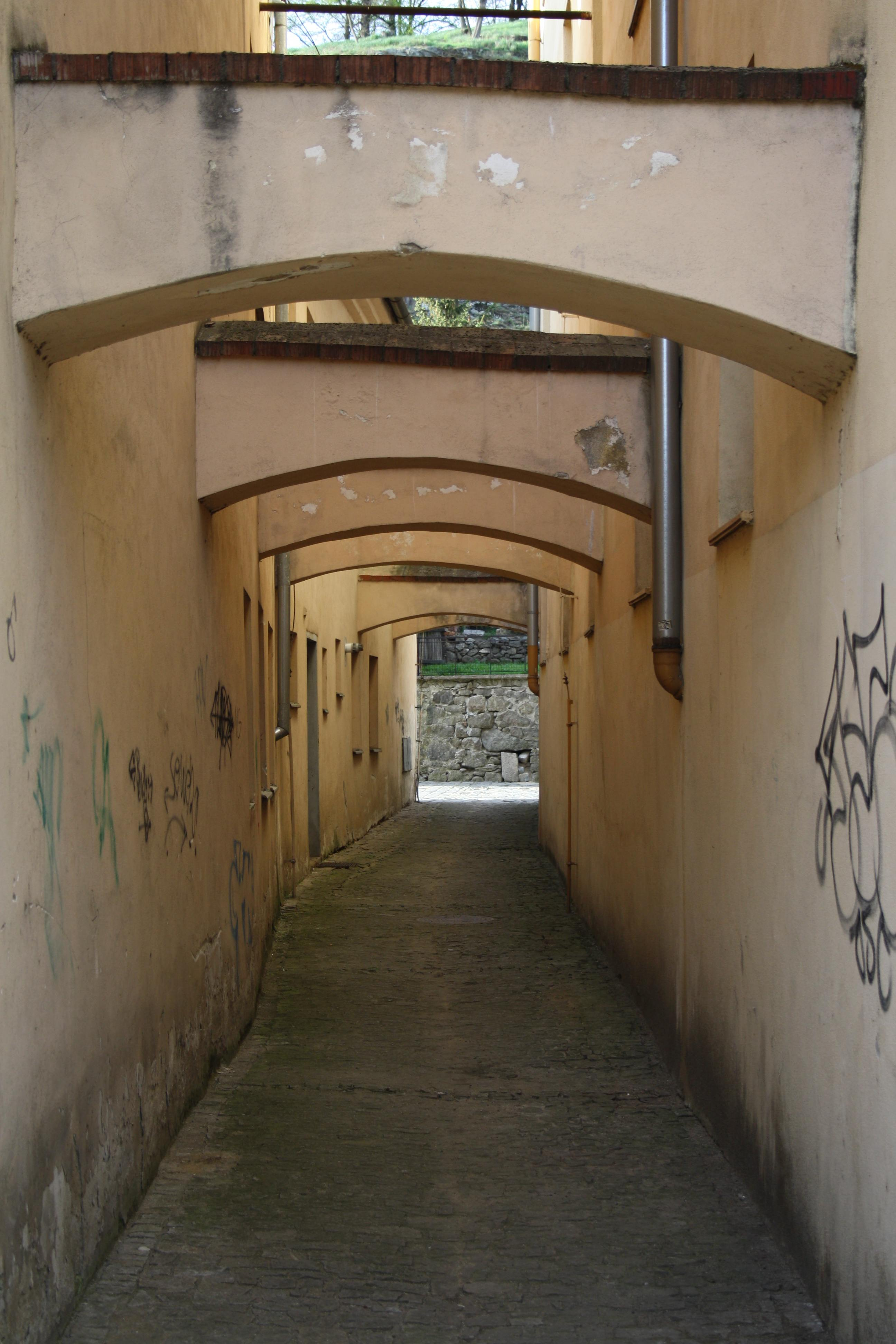
Ulička s prampouchy
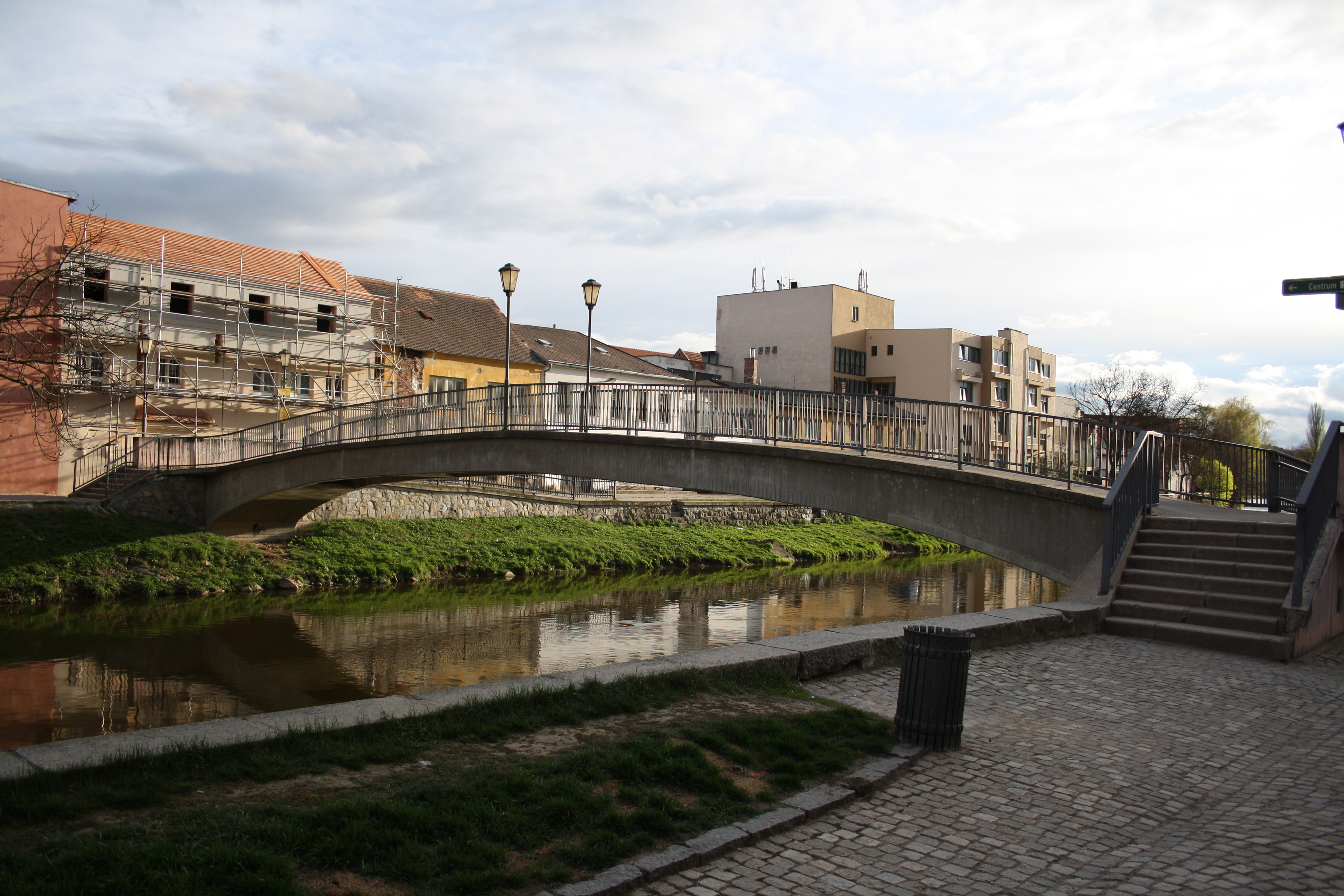
Lávka plk. Jindřicha Svobody
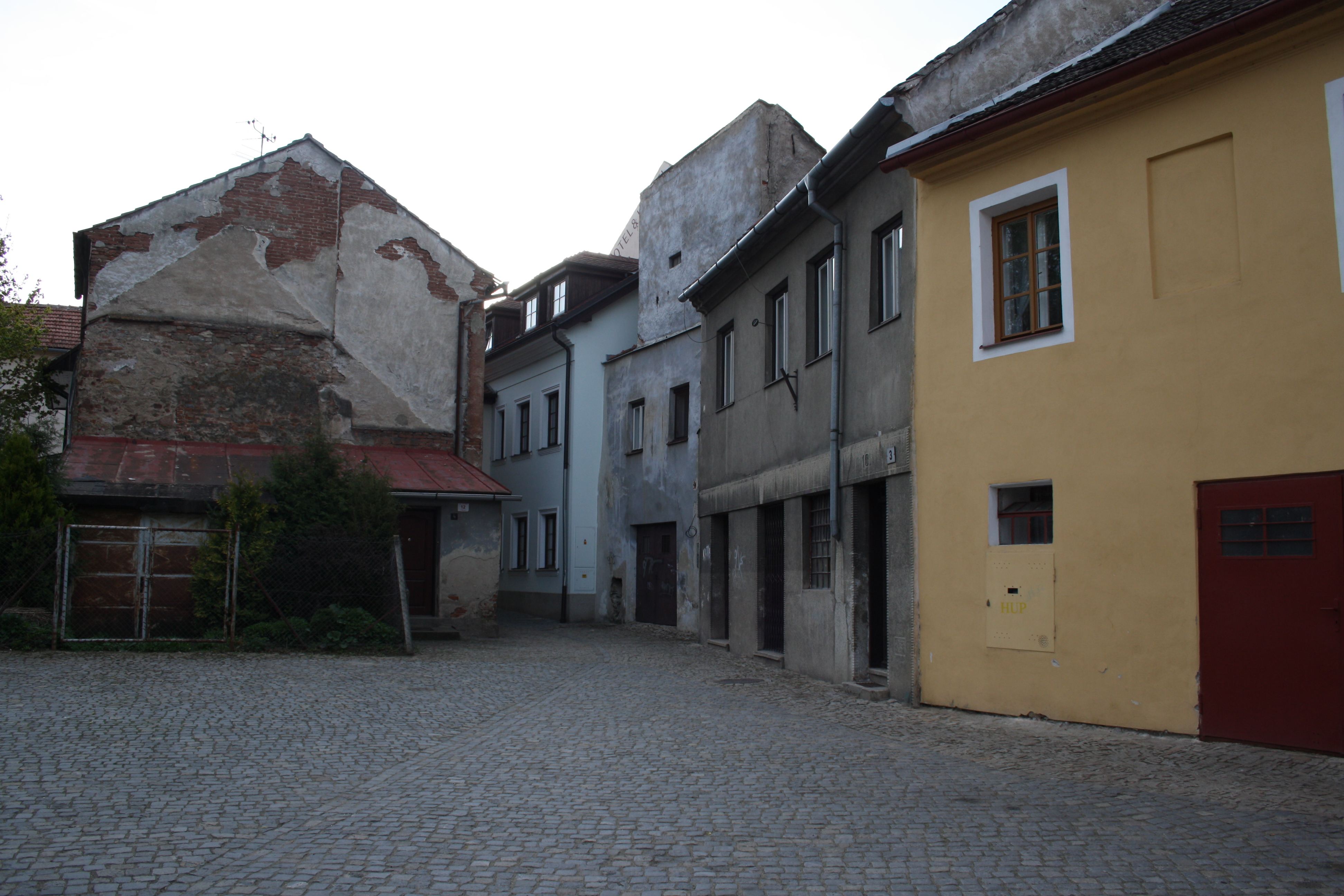
Nábřežní náměstí, ul. Leopolda Pokorného